# Mohandas Karamchand Gandhi

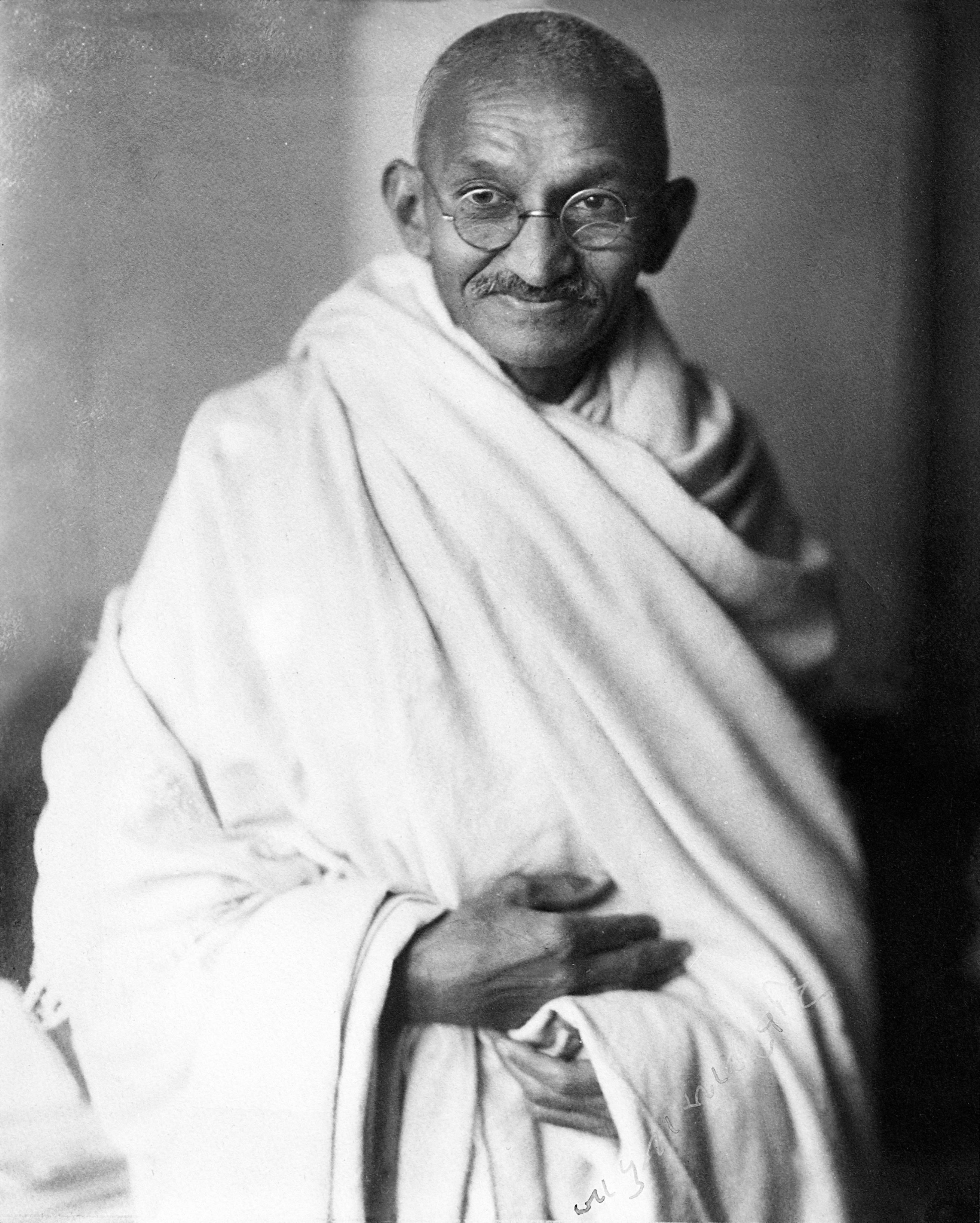
Mohandas Karamchand Gandhi (Porträtfotografie von 1931)

Mohandas Karamchand Gandhi (Gujarati: મોહનદાસ કરમચંદ ગાંધી, Hindi मोहनदास करमचंद गांधी Mohandās Karamchand Gāndhī; genannt Mahatma Gandhi; * 2. Oktober 1869 in Porbandar, Gujarat; † 30. Januar 1948 in Neu-Delhi, Delhi) war ein indischer Rechtsanwalt, Publizist, Morallehrer, Asket und Pazifist, der zum geistigen und politischen Anführer der indischen Unabhängigkeitsbewegung wurde.
Bereits an der Wende vom 19. zum 20. Jahrhundert setzte sich Gandhi in Südafrika für die Gleichberechtigung der Inder ein und entwickelte dabei Methoden des gewaltlosen, politischen Kampfes. Nach seiner Rückkehr nach Indien 1915 unterstützte er den Widerstand der Kongresspartei gegen den britischen Raj und stieg in den 1920er Jahren zum entscheidenden Vorkämpfer für ein freies Indien auf. Als einer der ersten setzte er den Hungerstreik als politische Waffe ein. Gandhi wandte sich gegen koloniale Ausbeutung und forderte die Einhaltung der Menschenrechte auch für Dalit, die so genannten Unberührbaren, ohne jedoch das indische Kastensystem insgesamt in Frage zu stellen. Er wünschte sich Indien als säkularen Staat, in dem Hindus und Moslems friedlich zusammenleben sollten. Er favorisierte eine auf Arbeit beruhende Autarkie und ein Wirtschaftssystem auf landwirtschaftlich-kleinbäuerlicher Grundlage. Die Unabhängigkeitsbewegung, die Gandhis Ideen von gewaltfreien Aktionen und zivilem Ungehorsam aufgriff, erreichte im August 1947 das Ende der britischen Kolonialherrschaft über Indien. Ein halbes Jahr danach fiel Gandhi, der die mit der Unabhängigkeit verbundene Teilung Indiens stets abgelehnt hatte, dem Attentat eines Hindu-Nationalisten zum Opfer.
Gandhi verbrachte in Südafrika und Indien insgesamt acht Jahre in Gefängnissen. Seine Grundhaltung Satyagraha, das beharrliche Festhalten an der Wahrheit, hat er in zahlreichen Schriften dargelegt und immer weiter entwickelt. Es umfasst neben Ahimsa, der Gewaltlosigkeit, noch weitere ethische Forderungen wie etwa Swaraj, was sowohl individuelle als auch politische Selbstkontrolle und Selbstbestimmung bedeutet.
Schon zu Lebzeiten weltweit bekannt, ist Gandhi bis heute für viele ein Vorbild. Er wurde mehrmals für den Friedensnobelpreis nominiert, der in seinem Todesjahr aus symbolischen Gründen nicht vergeben wurde. Ebenso wie Nelson Mandela oder Martin Luther King gilt er als herausragender Vertreter im Freiheitskampf gegen Kolonialismus, Unterdrückung und soziale Ungerechtigkeit.

## Ehrennamen

### Mahatma
Der sanskritische Ehrenname Mahatma (महात्मा mahātmā, „große Seele“) stammt wahrscheinlich von dem indischen Philosophen und Literaturnobelpreisträger Rabindranath Tagore, der Gandhi bei seiner Ankunft in Bombay am 9. Januar 1915 nach seinem Aufenthalt in Südafrika so begrüßte. Gandhi tat sich lange Zeit schwer mit diesem Beinamen, der gegen seinen Willen gebräuchlich wurde, denn er verzichtete strikt auf jede Art von Kult um seine Person. In seiner Autobiographie mit dem Untertitel Die Geschichte meiner Experimente mit der Wahrheit (1927–1929) schreibt er, dass der Titel Mahatma für ihn nicht nur keinen Wert besitze, sondern ihn oft tief gepeinigt habe. Später akzeptierte er den Ehrennamen und wollte ihm gerecht werden. Conrad (2006) zufolge ließ er sich „trotz manchen sympathischen Sträubens“ Mahatma nennen. Der Name Mahatma Gandhi ist heute weitaus geläufiger als der Geburtsname.

### Bapu – „Vater (der Nation)“
Ein anderer in Indien häufiger Ehrenname, den er allerdings gern trug und mit dem ihn auch seine Frau und seine Freunde anzusprechen pflegten, war Bapu (Gujarati: બાપુ bāpu, „Vater“). Subhash Chandra Bose benutzte ihn erstmals in einer Radioansprache (1944). Später wurde der Titel auf Vater der Nation (father of the nation) ergänzt und von der indischen Regierung offiziell anerkannt.

## Frühe Jahre (1869–1892)

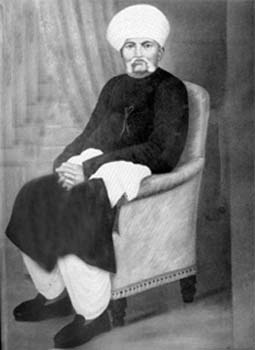
Gandhis Vater Karamchand

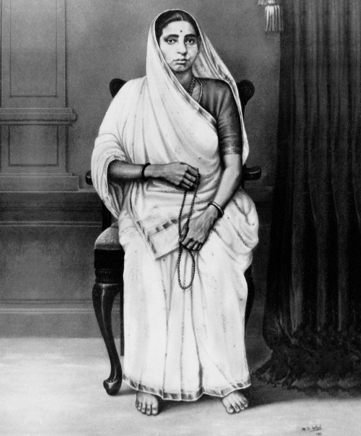
Gandhis Mutter Putali Bai

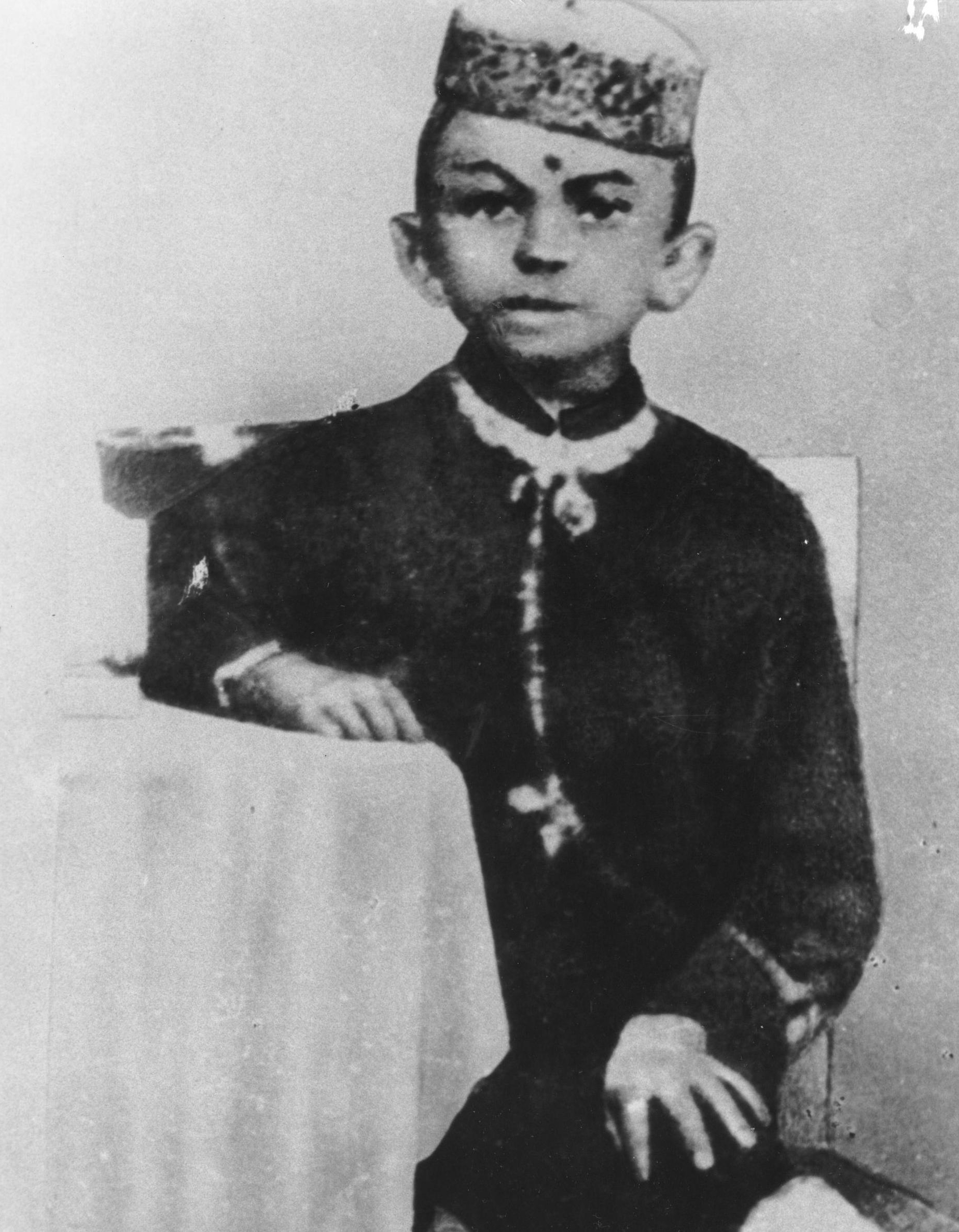
Der siebenjährige Knabe Mohandas Karamchand Gandhi, 1876

### Kindheit und Jugend
Mohandas Karamchand Gandhi wurde am 2. Oktober 1869 als jüngster von vier Söhnen in der vierten Ehe seines Vaters Karamchand Gandhi (1822–1885) mit Putali Bai (1839–1891) geboren. Die anderen Ehefrauen seines Vaters waren früh gestorben. Er wuchs in Porbandar, einer kleinen Hafenstadt im heutigen Westgujarat, auf. Sein Vater Karamchand und sein Großvater Uttamchand waren beide Diwans (Premierminister) von Porbandar, das zwar offiziell autonom war, aber unter der Kontrolle der britischen Kolonialmacht stand. Im Haus der Familie wohnten auch die fünf Brüder des Vaters mit ihren Familien.
Die Familie gehörte der Bania-Kaste an, die zum Stand der Vaishya, der Kaufleute, gehört. Die Gandhis waren damit in der dritten Kaste, deren Mitglieder die gesellschaftliche und politische Oberschicht bilden. Als Kaufleute arbeiteten die Familienmitglieder jedoch seit mehreren Generationen nicht mehr; schon der Urgroßvater diente den Fürsten als Ratgeber in politischen Angelegenheiten und in der Verwaltung.
Die Gandhis praktizierten den Vishnuismus, eine eher monotheistische Form des Hinduismus, der Gebet und Frömmigkeit hervorhebt. In ihrem Haus verkehrten auch Angehörige anderer hinduistischer Strömungen sowie Muslime, Parsen und Anhänger des Jainismus. Diese im 6./5. Jahrhundert vor Christus entstandene Religion war in Gujarat weit verbreitet, betont strikte Gewaltlosigkeit im Alltag (das Ahimsa) und die Verbindung von Geist und Materie. Diese Prinzipien haben Gandhis Philosophie geprägt. Er ging lebenslang davon aus, dass das Verhalten des Individuums metaphysische Konsequenzen nach sich zieht. In seinem Elternhaus liegen einerseits die Ursprünge seiner religiösen Toleranz, andererseits übte seine tief religiöse Mutter Putali Bai einen großen Einfluss auf ihren Sohn aus.
1876 zog die Familie in die Stadt Rajkot, das politische Zentrum von Gujarat. Mohandas Gandhi war zu diesem Zeitpunkt sieben Jahre alt und wurde in die Grundschule Taluka eingeschult, die er bis zu seinem zwölften Lebensjahr besuchte. Der Unterricht in englischer Sprache bereitete ihm Schwierigkeiten, da selbst seine Eltern die Sprache kaum beherrschten. Sein Vater Karamchand war Richter am Fürstengericht und außerdem als Mediator tätig. Hier lernte Mohandas, Streit zu schlichten.
Ein älterer muslimischer Freund soll Gandhi in seiner Jugend überredet haben, Ziegenfleisch zu kosten, obwohl der Verzehr von Fleisch unter Vishnuiten als eine Sünde galt, weil sie jegliche Gewalt gegen Lebewesen ablehnen. Ebenso brach er das Verbot, Zigaretten und Wein zu konsumieren, und stahl seinen Eltern Geld. Nach eigener Aussage hatte er ein Bordell aufgesucht und sich danach geschämt. Sein schlechtes Gewissen ließ ihn einen Suizid in Erwägung ziehen; letztlich kam er zu dem Entschluss, seinem Vater sein Fehlverhalten schriftlich einzugestehen. Gandhi erreichte, indem er sich in seinem späteren Leben mit seinen eigenen Fehlern in der Jugend beschäftigte, eine hohe Selbstdisziplin und erkannte dies als Quelle der Selbsterkenntnis. Seine Lebensgeschichte wird häufig hagiographisch überhöht dargestellt.
1885 starb Gandhis Vater an den Folgen eines Unfalls, und Mohandas’ ältester Bruder Lakshmidas wurde Familienoberhaupt. Gandhi besuchte die Oberschule (Rajkot High School) mit großem Erfolg und erwarb 1887 die Zulassung zu Universitäten.

### Ehe mit Kasturba Makthaji

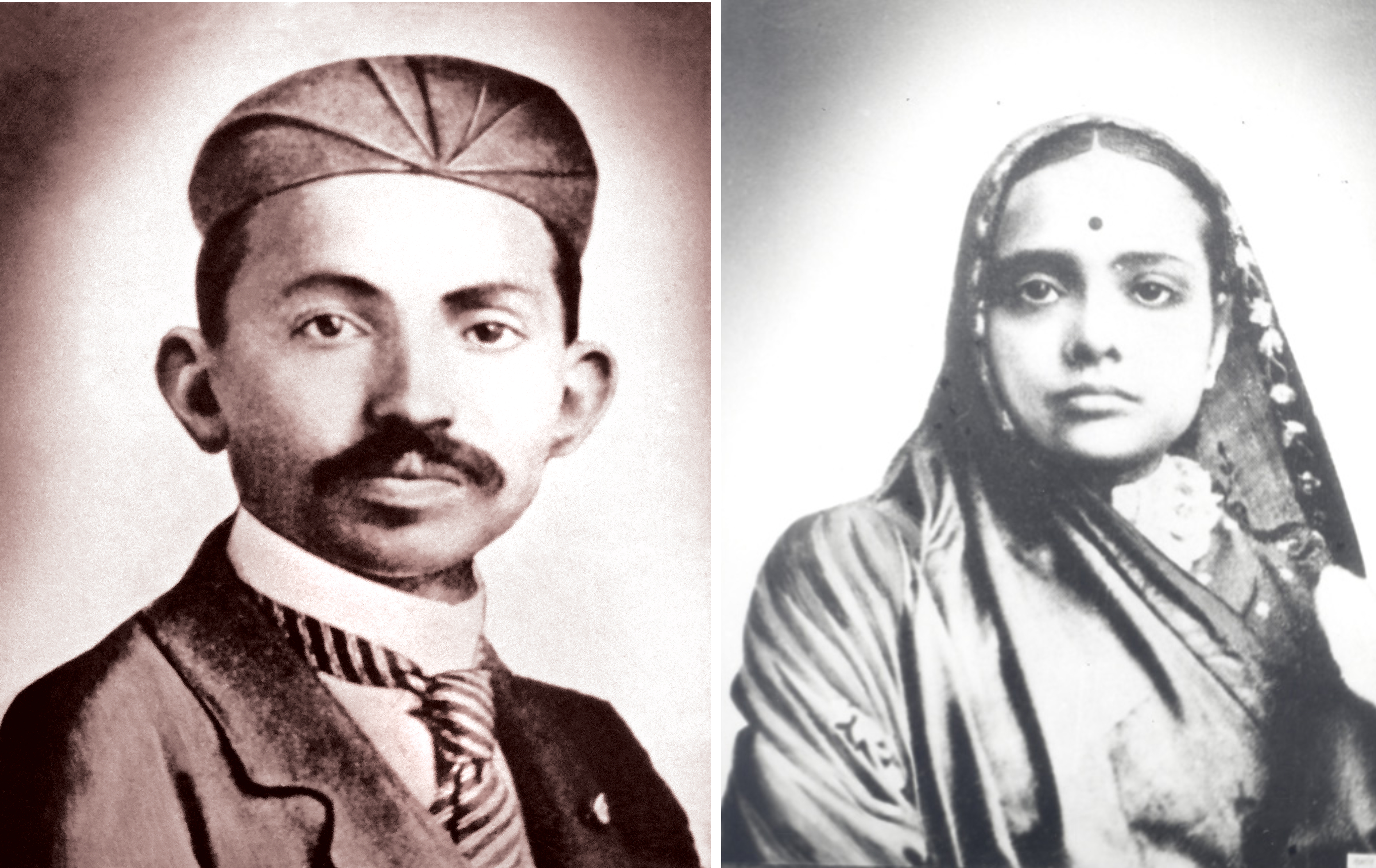
Gandhi und seine Frau Kasturba, 1902

Gandhi wurde bereits im Alter von sieben Jahren mit der gleichaltrigen Kasturba Makthaji (auch: Kasturbai oder einfach: Ba) verlobt, die ebenfalls aus der Bania-Kaste stammte und deren Familie ein hohes Ansehen genoss. 1882 wurde er im Alter von 13 Jahren durch seine Familie mit ihr verheiratet; gleichzeitig wurden aus finanziellen Gründen auch sein Bruder Karsandas und ein Cousin verheiratet.
Gandhi kritisierte später sowohl in seinen Werken als auch in der Öffentlichkeit die Kinderheirat, die damals in Indien üblich war und auch heute noch existiert. In seiner Autobiographie Mein Leben schreibt er: „Ich sehe nichts, womit man eine so unsinnig frühe Heirat wie die meine moralisch befürworten könnte.“
Als Ehefrau stand Kasturba in der Familienhierarchie an letzter Stelle, allerdings wurde sie von Gandhis Familie gut behandelt. Mit sechzehn Jahren bekamen sie ihr erstes Kind, welches nach wenigen Tagen verstarb. Weitere Kinder waren Harilal (1888–1948), Manilal (1892–1956), Ramdas (1897–1969) und Devdas (1900–1957).
Ba Makthaji begleitete ihren Mann bei politischen Aktionen und lebte mit ihm auch gemeinsam in Südafrika, wo sie während der Proteste gegen die Arbeitsbedingungen für indischstämmige Südafrikaner inhaftiert wurde. Zurückgekehrt nach Indien, sprach sie auf politischen Veranstaltungen im Namen ihres Ehemanns. Zudem gab sie Alphabetisierungskurse und vermittelte die Grundlagen der Hygiene.
Ab 1908 pflegte Gandhi seine Frau während ihrer Krankheit und war auch bei ihrem Tod 1944 bei ihr. Dessen ungeachtet hatte er bereits 1906 ein Gelübde der sexuellen Enthaltsamkeit abgelegt.

### Studium in London
Seine Mutter sprach sich gegen ein Studium in London aus, weil die Ozeanüberquerung im Zuge der damals notwendigen Schiffsreise dorthin für einen Hindu Sünde sei. Außerdem befürchtete sie, dass ihr Sohn der westlichen unmoralischen Lebensart mit Fleisch- und Alkoholkonsum oder der Prostitution verfallen könne. Deshalb besuchte Gandhi ab November 1887 ein Semester lang erfolglos das indische Samaldas College in Bhavnagar. Auf Wunsch seines verstorbenen Vaters sollte er Rechtsanwalt werden. Die Familie beriet darüber mit einem Freund des Vaters und kam im Mai 1888 zu dem Entschluss, er solle ein Jurastudium aufnehmen. Er selbst favorisierte das Studienfach Medizin, was sein Bruder jedoch ablehnte, da den Mitgliedern der Bania-Kaste das „Zerlegen“ von Fleisch und damit die Tätigkeit als Mediziner aus religiösen Gründen untersagt war.

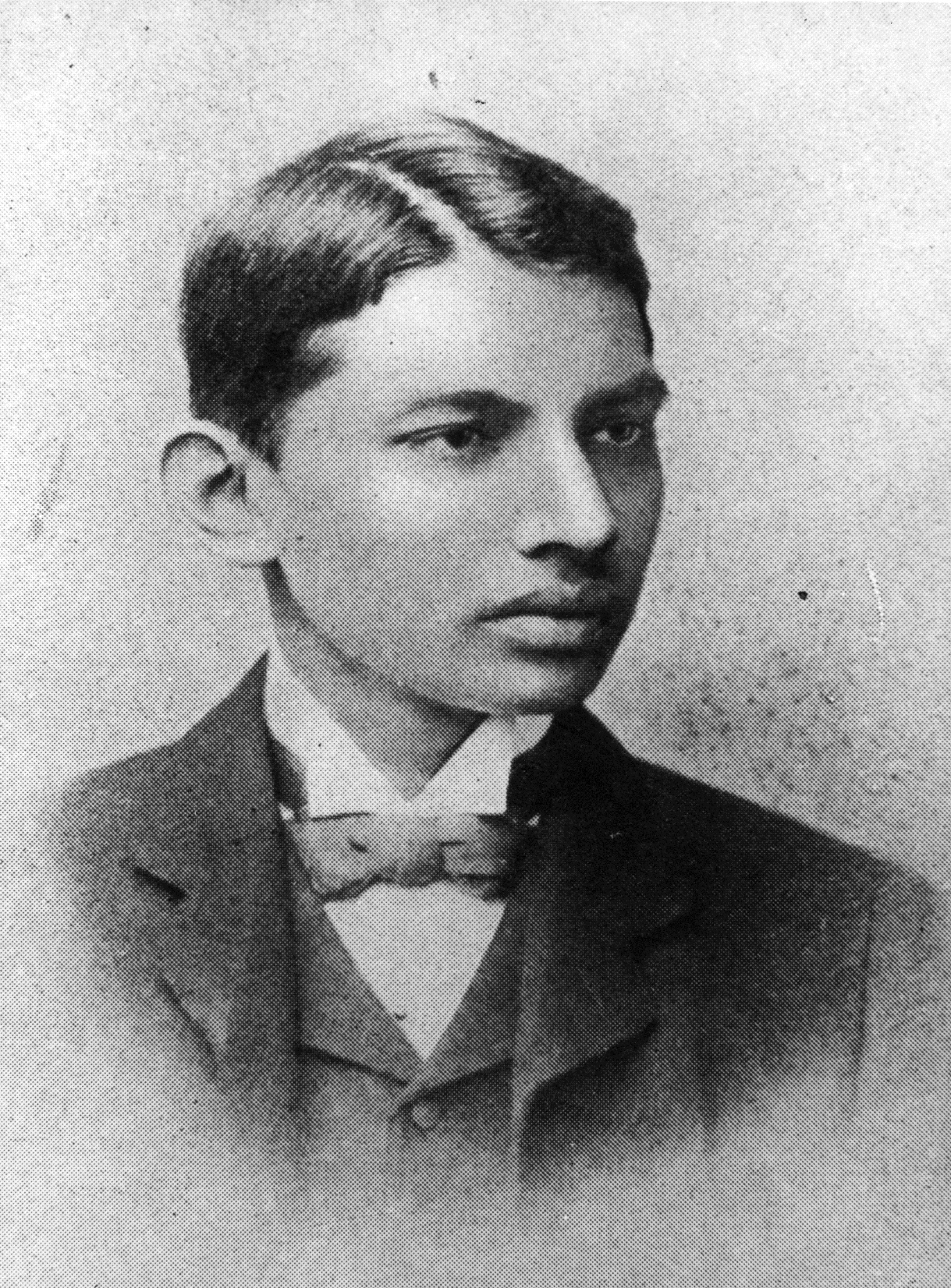
Gandhi als Student in London (Ende 1880er Jahre)

Das Familienoberhaupt, sein ältester Bruder, lieh ihm das Geld für Reise und Studium. Gandhi legte ein Gelübde ab, während seines Aufenthaltes in England den Hinduismus weiter zu praktizieren, und versprach seiner Mutter, den westlichen Verlockungen zu widerstehen. Weil bis dahin kein Angehöriger der Bania-Kaste im Ausland gewesen war, wurde am 10. August 1888 eine Kastenversammlung einberufen, um über den Fall zu beraten. Trotz des Verweises auf sein Gelübde beschloss die Versammlung, ihm im Falle einer Auslandsreise die Kastenzugehörigkeit zu entziehen. Gandhi hielt jedoch an seiner Entscheidung fest und galt seitdem als Kastenloser, was einen weitgehenden Ausschluss aus der Gesellschaft bedeutete.
Vom 4. September bis zum 28. Oktober 1888 dauerte die Seereise nach London in Begleitung von Pranjivan Mehta, einem Bekannten seines Bruders, der ihm während seines Aufenthaltes in England als Ansprechpartner zur Verfügung stand. Gandhi musste feststellen, dass seine Englischkenntnisse noch unzureichend waren. Kurz nach seiner Ankunft – indische Beamte hatten ihm in London eine Unterkunft besorgt – meldete er sich an der juristischen Universität Inner Temple an.

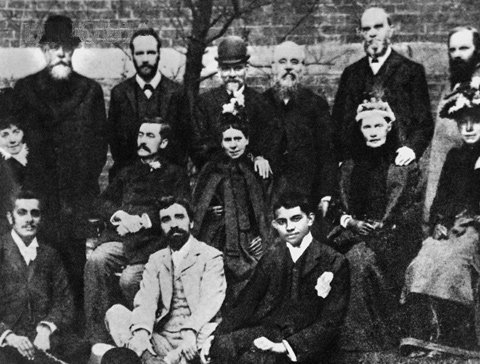
Gandhi 1890 in der Vegetarischen Gesellschaft (untere Reihe, Dritter von links)

Wenig später trat er der Vegetarischen Gesellschaft bei und wurde nach einiger Zeit deren Schriftführer. Die Angehörigen dieser Organisation vertraten die Auffassung, niemand habe das Recht, die Natur über Gebühr auszunutzen. Grundlage dafür sei eine vegetarische Ernährungsweise. Die Zugehörigkeit zu dieser Gesellschaft veranlasste Gandhi, aus Überzeugung auf den Verzehr von Fleisch zu verzichten, vorher hielten ihn allein Religion und Tradition davon ab. Dort kam er in Kontakt zur Theosophical Society.
Gandhi beschäftigte sich in London viel mit religiöser Literatur. In Indien hatte er gegenüber dem Christentum, auch aufgrund des Auftretens christlicher Missionare, Vorbehalte entwickelt. Nun setzte er sich mit dieser Religion inhaltlich auseinander. Das Alte Testament stieß ihn zunächst ab; angesprochen fühlte er sich hingegen von der Bergpredigt. Er erklärte: „Ich werde den Hindus sagen, dass ihr Leben unvollständig ist, wenn sie nicht ehrerbietig die Lehren Jesu studieren.“ Schwierigkeiten hatte er aber damit, Jesus Christus als einzigen Sohn Gottes anzuerkennen. Er könne, so der vom Hinduismus geprägte Gandhi in seiner Autobiographie, nicht glauben, „dass Jesus der einzige fleischgewordene Sohn Gottes sei und dass nur, wer an ihn glaubt, das ewige Leben haben solle. Wenn Gott Söhne haben konnte, dann waren wir alle seine Söhne. Wenn Jesus gottgleich oder selbst Gott war, dann waren wir alle gottgleich und konnten selbst Gott werden.“
Außerdem las er in dieser Zeit zum ersten Mal die Verse der hinduistischen heiligen Schrift Bhagavad Gītā („der Gesang Gottes“), die ihm sein Leben lang das wichtigste Buch werden sollte, in dem er später täglich las. Er übersetzte den Text in seine Muttersprache Gujarati, schrieb Erläuterungen und widmete ihn den Armen. Überdies beschäftigte er sich mit Buddha sowie mit Mohammed, dem Religionsstifter des Islam. Er war der Meinung, dass der wahre Glaube die Angehörigen der verschiedenen Glaubensrichtungen vereint.
Zudem war Gandhi darum bemüht, sich in die Gesellschaft zu integrieren, indem er Tanz- und Französischunterricht nahm und sich an die englische Mode anpasste. Das ihm noch recht unbekannte Land beeindruckte Gandhi. Insbesondere faszinierten ihn Pressefreiheit und Streikkultur. Er beschäftigte sich mit politischen und gesellschaftlichen Strömungen wie Sozialismus, Anarchismus, Atheismus und Pazifismus.
1889 reiste Gandhi nach Frankreich, um die Weltausstellung in Paris zu besuchen und den Eiffelturm zu besteigen. Im Dezember 1890 legte er erfolgreich das juristische Examen ab und wurde am 10. Juni 1891 nach bestandener Abschlussprüfung als Barrister an englischen Obergerichten zugelassen.
Er durfte seinen Beruf als Rechtsanwalt nun überall ausüben, wo das britische Recht Geltung hatte. Am 12. Juni trat er die Heimreise an.

### Arbeit als Anwalt in Indien
Erst als Gandhi 1891 in seine Heimat zurückkehrte, wurde ihm die Nachricht überbracht, dass seine Mutter ein Jahr zuvor gestorben war. In England hatte seine Familie ihm diese tragische Neuigkeit nicht mitteilen wollen. Er hatte nun beide Elternteile verloren und musste mehr Verantwortung für die gesamte Familie übernehmen.
Von 1891 bis 1893 arbeitete er als Rechtsanwalt in Bombay und ein halbes Jahr später in seiner Heimatstadt Rajkot. Obwohl er nunmehr gut ausgebildet war und sowohl über ein Anwaltspatent als auch über ein eigenes Büro verfügte, hatte er beruflich wenig Erfolg und konnte seine Familie kaum unterstützen, die sich für sein Studium verschuldet hatte. Der Beruf lag ihm nicht. Er verfügte nicht über die notwendige Erfahrung hinsichtlich der Rechtsprechung in Indien. Des Weiteren bereitete ihm seine Schüchternheit große Probleme. Ein halbes Jahr verbrachte er in Bombay und hospitierte die meiste Zeit bei Gerichtsverhandlungen seiner erfahreneren Kollegen. Denn um Mandanten zu gewinnen, war es erforderlich, andere Anwälte zu bestechen, um sie zur Abgabe von Fällen zu bewegen. Gandhi lehnte diese Korruption jedoch ab. Als es ihm 1892 endlich gelang, einen Fall zu übernehmen, verlor er die Nerven, sodass er nicht sprechen konnte und den Gerichtssaal unter dem Gelächter der Anwesenden verließ. Daraufhin legte er den Fall nieder und zog in seine Heimatstadt Rajkot.
In London war Gandhi mit dem westlichen Lebensstil vertraut geworden, den er teilweise übernahm. Seine Ehefrau lernte beispielsweise wie britische Frauen Lesen und Schreiben, und seine Kinder sollten europäisch erzogen werden. Lakshmidas befürwortete dies, während seine Ehefrau zunächst Vorbehalte hatte. Zugleich versuchte er, sich wieder mit seiner Kaste zu versöhnen, und strebte eine Wiederaufnahme an. Er pilgerte an das Ufer des Flusses Godavari, um sich von der Reise über das schwarze Wasser zu reinigen, und bezahlte die geforderte Buße. Allerdings hatte er mit seiner Sühne nur teilweise Erfolg; viele, unter anderem die Verwandtschaft seiner Ehefrau, hielten seine Wiedergutmachungsversuche für inakzeptabel.
Drei Vorbilder nannte Gandhi für sein Leben: den indischen Philosophen Shrimad Rajchandra, den russischen Schriftsteller Leo Tolstoi und den englischen Philanthropen John Ruskin.

## Gandhi in Südafrika (1892–1914)

### Anlass der Reise und erste Eindrücke
Im April 1893 schickte ihn seine Familie zu dem indischen Geschäftsmann und Freund der Gandhis Dada Abdullah nach Pretoria, um einen Rechtsstreit zu lösen. Gandhi eignete sich für diese Aufgabe, weil britische Anwälte dunkelhäutige Mandanten in der Regel recht nachlässig vertraten. Deshalb war es sinnvoll, einen rechtskundigen Landsmann heranzuziehen. Gandhi war davon überzeugt, dass Dada Abdullah im Recht war, und vereinbarte 1894 einen außergerichtlichen Vergleich mit Abdullah und seinem Prozessgegner, der ihm 40.000 Pfund schuldete. Bei dem Treffen einigten sie sich auf eine Ratenzahlung der Summe, um Abdullahs Schuldner vor einer vollständigen Insolvenz zu bewahren. Gandhi hatte seinen ersten Fall in Südafrika somit innerhalb eines Jahres erfolgreich abgeschlossen und erfuhr große Anerkennung von den indischen Kaufleuten, die in Südafrika Handel betrieben.
Ende Mai 1893 kam Gandhi mit dem Schiff an der Küste Südafrikas in der Hafenstadt Durban an. In seiner Autobiographie berichtet er von einem Erlebnis während seiner Zugfahrt von Durban nach Pretoria, von dem er sehr geprägt wurde. Wie gewohnt wollte er erster Klasse fahren, wurde jedoch als „Farbiger“ von einem Schaffner aufgefordert, in den Gepäckwagen umzusteigen. Als er sich weigerte, warf ihn der Schaffner in Pietermaritzburg aus dem Zug. Um nach Johannesburg zu gelangen, fuhr er mit einer Postkutsche, da eine Zugverbindung nicht vorhanden war. Er wurde auf den Kutschbock verwiesen und vom Schaffner aufgefordert, sich auf den Boden zu setzen. Als Gandhi sich dieser Aufforderung widersetzte, schlug der Schaffner ihn und versuchte, ihn vom Kutschbock zu stoßen. In Johannesburg angekommen, löste er für die Zugreise nach Pretoria trotz seiner schlechten Erfahrungen wiederum eine Fahrkarte für die erste Klasse. Dieses Mal entging er einer weiteren Erniedrigung, weil die weißen Mitreisenden ihn duldeten. Mit der Zeit begriff Gandhi, dass er zwar offiziell ein gleichberechtigter Staatsbürger war, aber faktisch trotz seiner Angehörigkeit zur gesellschaftlichen Oberschicht durch seine Herkunft nur als Mensch zweiter Klasse angesehen wurde. Er schreibt:

„Die Belästigungen, die ich persönlich hier zu dulden hatte, waren nur oberflächlicher Art. Sie waren nur ein Symptom der tiefer liegenden Krankheit des Rassenvorurteils. Ich musste, wenn möglich, versuchen, diese Krankheit auszurotten und die Leiden auf mich zu nehmen, die daraus entstehen würden.“

Das Problem der Rassendiskriminierung bezog Gandhi dabei jedoch allein auf die indische Bevölkerung Südafrikas. Für die schwarze Bevölkerung übernahm er den von den Kolonialisten gebräuchlichen abwertenden Ausdruck Kaffir und empörte sich darüber, dass Inder von den Europäern „auf die Stufe der ungeschlachten Kaffirs degradiert“ würden. Er stellte fest, es gebe „große Unterschiede … zwischen British Indians und den Kaffir-Rassen Südafrikas“ und sprach sich wiederholt vehement gegen die Vermischung von Indern mit der lokalen Bevölkerung aus. Während er die Segregation von Indern gegenüber Europäern ablehnte, war er der Ansicht, eine Separation von Indern und kaffirs sei eine „physische Notwendigkeit“.

### Erste Widerstandsaktionen
Motiviert durch die ihm selbst widerfahrenen Diskriminierungen durch die Rassentrennung, begann er, sich für die Rechte der indischen Minderheit von damals etwa 60.000 Menschen in Südafrika zu engagieren. Die Wut über die Vorfälle half ihm, seine Schüchternheit zu überwinden. Bereits eine Woche nach seiner Ankunft rief er in Pretoria eine Versammlung der dort lebenden Inder ein und schlug die Gründung einer indischen Interessenvertretung vor. Seine Zuhörer stimmten ihm mit Begeisterung zu.

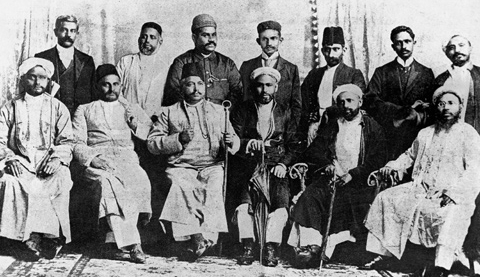
Gandhi (hintere Reihe, Vierter von links) mit den Gründern des Natal Indian Congress (Fotografie aus dem Jahr 1895)

Die Kolonialregierung hatte vor, den Indern das Wahlrecht zu entziehen (Franchise Bill), weil sie deren Einfluss auf die Politik vermindern wollte. Als Gandhi kurz vor seiner Abreise von dem Vorhaben erfuhr, beschloss er, zur Organisation des Widerstandes gegen dieses Gesetz in Südafrika zu bleiben. Er reichte – unterstützt von 500 weiteren Indern – eine Petition beim Parlament ein. Es gelang ihnen jedoch nicht, die Verabschiedung des Gesetzes zu verhindern.
Gandhi gründete im August 1894 den Natal Indian Congress (kurz: NIC) in Natal nach dem Vorbild des 1885 gegründeten Indischen Nationalkongresses. Die regelmäßigen Versammlungen des Kongresses verbesserten nebenbei die Beziehungen zwischen den Indern der verschiedenen Kasten und Religionen.

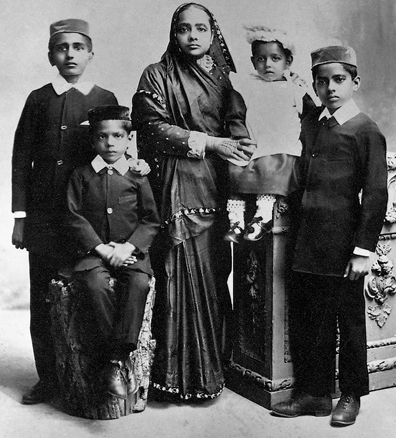
Gandhis vier Söhne mit seiner Ehefrau Kasturba in Südafrika 1902

Am 3. September 1894 wurde Gandhi vom Obersten Gerichtshof in Natal als erster indischer Anwalt zugelassen. Neben den Kaufleuten vertrat Gandhi als Rechtsanwalt auch die Kulis. Diese Bevölkerungsgruppe bestand aus indischen Vertragsarbeitern, die für jeweils fünf Jahre nach Südafrika geholt wurden. Mit Gandhi besaßen sie einen Rechtsanwalt, der sich für ihre Interessen einsetzte. Gandhi erlangte auf diese Weise Popularität und Beliebtheit bei den Kulis, die einen großen Teil der damaligen indischen Bevölkerung Südafrikas bildeten, sich eine Mitgliedschaft im Indischen Nationalkongress jedoch nicht leisten konnten.
Von der Regierung wurde ein weiteres diskriminierendes Gesetz geplant, nach dem für Vertragsarbeiter, die nach Vertragsablauf in Natal bleiben wollten, eine jährliche Kopfsteuer in Höhe von 25 Pfund eingeführt werden sollte. Nach einer öffentlichen Kampagne des Natal Indian Congress wurde die Steuer auf drei Pfund gesenkt. Zwar stellten auch drei Pfund eine Belastung dar, aber eine Steuer in Höhe von 25 Pfund pro Jahr hätte eine Ausweisung nahezu aller Kulis bedeutet, die nach Ablauf ihres Vertrages in Südafrika bleiben wollten, weil sie in der Regel nicht im Stande gewesen wären, die hohe Summe aufzubringen.
Im Juni 1896 fuhr Gandhi für sechs Monate zurück nach Indien, um Kasturba und seine beiden Kinder Harilal und Manilal nachzuholen. Er hatte zwei Schriften angefertigt, in denen er die schwierige Situation der Inder in Südafrika schilderte. Seine Schriften, das sogenannte Green Pamphlet, wurden von mehreren Tageszeitungen auszugsweise veröffentlicht; die Inder reagierten bestürzt. Gandhi traf sich während seines kurzzeitigen Aufenthaltes mit einflussreichen indischen Politikern, wie dem Reformer Gopal Krishna Gokhale und dem revolutionswilligen Bal Gangadhar Tilak.
Im Dezember 1896 kehrte Gandhi mit seiner Familie nach Südafrika zurück und wurde dort von etwa 5000 weißen Gegnern, die von seinen Schriften empört waren, umringt und niedergeschlagen. Unter Polizeischutz musste Gandhi zu einem Freund gebracht werden, vor dessen Haus sich wiederholt eine zornige Menge von Menschen versammelte. Obwohl der Lynchversuch in London bekannt wurde und der Kolonialminister Joseph Chamberlain dazu aufforderte, die Schuldigen zu bestrafen, verzichtete Gandhi, der Namen von Tätern kannte, auf Erstattung einer Anzeige. Er trug damit zur Entspannung der Lage bei, da seine Verfolger seine Haltung respektierten.
Gandhi mischte sich in häusliche Angelegenheiten sehr stark ein – anders als die traditionelle Aufgabenteilung zwischen Mann und Frau es vorsah. So ordnete er beispielsweise an, was gekocht wird, und wirkte bei der Erziehung und Pflege seiner Kinder maßgeblich mit. Als 1900 sein vierter Sohn Devdas geboren wurde, übernahm er sogar die Aufgabe des Geburtshelfers, da in dem Moment keine Hebamme zugegen war. Des Weiteren ließ er aus Achtung und Rücksicht auf die Unberührbaren nicht zu, dass sie die Nachttöpfe seiner Familie entsorgten, und übernahm selbst diese Aufgabe. Er zwang auch Kasturba dazu, die immer mehr an dem ungewöhnlichen Verhalten ihres Ehemannes verzweifelte.

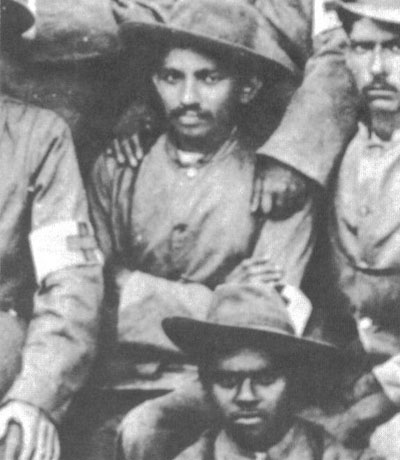
Gandhi (oben, Mitte) im Zweiten Burenkrieg (ca. 1899/1900)

### Zweiter Burenkrieg
Während des Zweiten Burenkrieges 1899 bewegte Gandhi eine Anzahl von 1100 Indern dazu, die Briten im Krieg zu unterstützen, um ihre Loyalität zu beweisen, die Inder als pflichtbewusste Bürger zu präsentieren und dadurch mehr Anerkennung für sie zu gewinnen. Weil Hindus aus Glaubensgründen in keinem Fall Menschen töten dürfen, leisteten die Inder nur Sanitätsdienst. Trotz der Anerkennung ihrer Dienste trat keine grundlegende Verbesserung ihrer Situation ein. Schon kurz nach dem Ende des Burenkrieges 1902 folgte das nächste diskriminierende Gesetz, das Inder zwang, sich vor einer Einreise in die Burenrepublik registrieren zu lassen.
Gandhi wollte, dass die Inder als gleichberechtigte britische Bürger von der Gesellschaft angesehen und akzeptiert werden, das Eintreten für Unabhängigkeit stand noch nicht auf seiner Agenda.

### Einjähriger Aufenthalt in Indien
Gandhi kam 1902 zu dem Entschluss, nach Indien zurückzukehren, um in Bombay eine Rechtsanwaltspraxis zu eröffnen und sich für die Rechte der Inder gegenüber der Kolonialmacht einzusetzen.
Er besuchte Sitzungen des Indischen Nationalkongresses, lernte dort viele bedeutende indische Politiker kennen und traf seinen politischen Mentor Gopal Krishna Gokhale wieder, der im Vergleich zu Bal Gangadhar Tilak gemäßigtere Ansichten vertrat. Gokhale versuchte, die britischen Politiker durch Petitionen zu beeinflussen und auf diese Weise Indien Schritt für Schritt zu wandeln und das Mitspracherecht der Inder zu erweitern. Gandhi war jedoch vom Indischen Nationalkongress enttäuscht, weil der Kongress seiner Ansicht nach keine grundlegenden Verbesserungen für das alltägliche Leben der indischen Bevölkerung herbeiführte.
In dieser Zeit bereiste Gandhi Indien, und zwar in der dritten Klasse, weil er sich mit dem einfachen Volk vertraut machen wollte.

### Rückkehr nach Südafrika, Phoenix-Siedlung
Auf Anfrage seiner Mitstreiter kam Gandhi im Dezember 1902 zurück nach Südafrika, um mit dem britischen Kolonialminister Joseph Chamberlain, der Südafrika besuchte, über die Rechte der Inder zu verhandeln. Es gelang ihm nicht, Chamberlain von seinen Ansichten zu überzeugen, und das Gespräch endete ergebnislos. Daraufhin folgte Gandhi ihm nach Pretoria und bat um ein zweites Gespräch, das ihm allerdings verweigert wurde.
Gandhi ließ sich im Februar 1903 in Johannesburg nieder und arbeitete dort als Rechtsanwalt. Weil er bei der indischen Bevölkerung ein hohes Ansehen genoss, gewann er viele Klienten. Obwohl er sich nur von Klienten bezahlen ließ, die es sich leisten konnten, war sein Verdienst recht hoch, und er konnte Geld zurücklegen. Im Dezember 1903 kam seine Familie nach.
Zu dieser Zeit brach eine Lungenpest aus, von der aufgrund der schlechten Lebens- und Arbeitsbedingungen besonders die Bergarbeiter betroffen waren. Gandhi kümmerte sich um die Pflege der Erkrankten und finanzierte die Behandlung.
Er gründete 1904 in Inanda die Zeitung Indian Opinion, die auf Englisch sowie in einigen indischen Sprachen herausgegeben wurde und sich mit der Zeit zum Sprachrohr der Inder entwickelte. Einen großen Teil der Einkünfte aus seiner Tätigkeit als Rechtsanwalt und Geld des Natal Indian Congress investierte er in den Druck, denn die Druckkosten waren aufgrund der stark ansteigenden Auflage sehr hoch.
Inspiriert von dem britischen Schriftsteller John Ruskin, der in seinem Werk Unto this last Ethik und Wirtschaft verbindet, gründete Gandhi Ende 1904, unterstützt von Freunden und Verwandten, die Phoenix-Farm in Inanda, wo er und einige seiner Mitstreiter ihr Leben so anspruchslos wie möglich gestalteten. Alles, was sie zum Leben brauchten, versuchten sie in eigener Produktion herzustellen. Auch die Indian Opinion, für die Gandhi regelmäßig Beiträge schrieb und deren Chefredakteur er war, wurde in der kleinen Siedlung gedruckt. Im Dezember 1904 erschien die erste Ausgabe.

### Askese und ethische Prinzipien

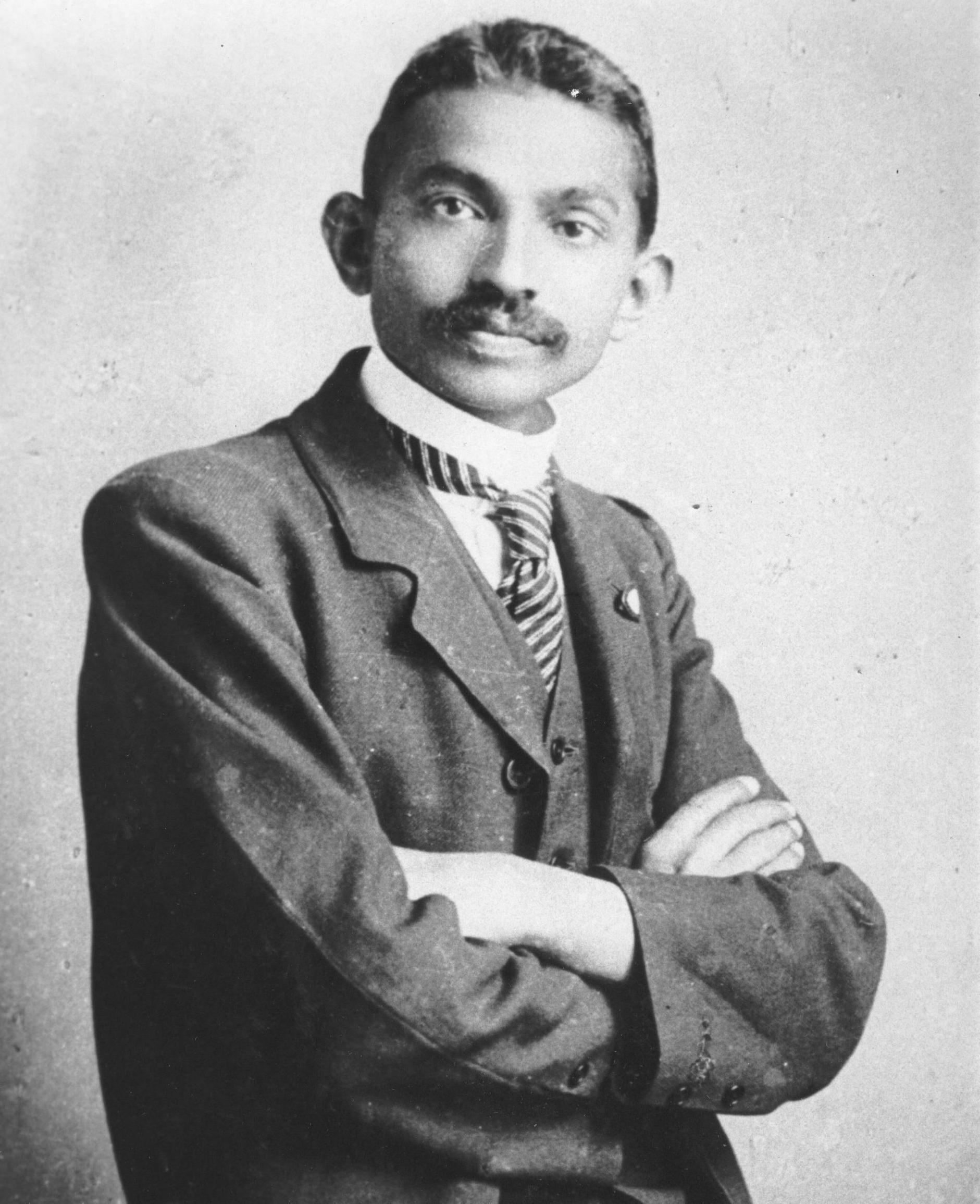
Gandhi 1906 in Südafrika

Doch schon bald kehrte er nach Johannesburg zurück, wo seine juristischen Kompetenzen gebraucht wurden. 1905 holte er Kasturba und drei seiner Söhne nach, die sich zwischenzeitlich für einige Zeit in Indien aufgehalten hatten, während der älteste Sohn Harilal in Rajkot blieb. Kasturba litt unter dem ungewohnten spartanischen Leben, das ihr Ehemann in seinem Haus in Johannesburg weiterführte. 1906 legte er nach Diskussionen mit Vertrauten über das Für und Wider ein Keuschheitsgelübde ab und informierte erst danach seine Ehefrau, ohne ihr die Scheidung anzubieten. Er wollte sich vollständig auf seine politischen Aktivitäten konzentrieren. Damit erhoffte er, die sexuelle Energie in spirituelle umzuwandeln, und warf sich seit dem grausam niedergemetzelten Zulu-Aufstand häufig vor, Gewalttaten anderer nicht verhindern zu können.
Gandhi übte Brahmacharya (das „Eine-Wahre“, verbunden mit sexueller Enthaltsamkeit), was sich weniger auf das erste der vier klassischen Lebensstadien im Hinduismus bezieht als vielmehr aus der Yoga-Lehre stammt und innerhalb von Yama ein Moralprinzip bildet, wie auch Ahimsa, die Gewaltlosigkeit. Zugleich begann er immer mehr, mit seiner Nahrung zu experimentieren, die nun roh, ungewürzt und so einfach wie möglich zu sein hatte. Dies nannte er Swaraj, was Selbstzucht und Selbstbeherrschung bedeutet und nicht nur individuell, sondern auch politisch gemeint war als Herrschaft über sich selbst. Seine kastenübergreifende religiöse Ausrichtung wird auch als Neohinduismus bezeichnet.
Ein anderer wichtiger Grundbegriff in Gandhis Ethik war seine Wortschöpfung Satyagraha („Festhalten an der Wahrheit“), ein Ausdruck, den er geprägt hatte, um nicht von passivem Widerstand zu sprechen. Er verfolgte damit eine aktive Strategie der Nichtkooperation, d. h. Übertretung ungerechter Gesetze und Anweisungen, Streiks, einschließlich Hungerstreiks, Boykotte und Provokation von Verhaftungen. Satyagraha war für ihn eng verbunden mit Gewaltlosigkeit:

„Wahrheit schließt die Anwendung von Gewalt aus, da der Mensch nicht fähig ist, die absolute Wahrheit zu erkennen, und deshalb auch nicht berechtigt ist zu bestrafen.“

Die Satyagraha-Bewegung entwickelte sich nach und nach von den Zulu-Aufständen an, über die Kampagne gegen die Meldegesetze bis zum schließlich erfolgreichen Kampf um die Unabhängigkeit Indiens.

### Zulu-Aufstand

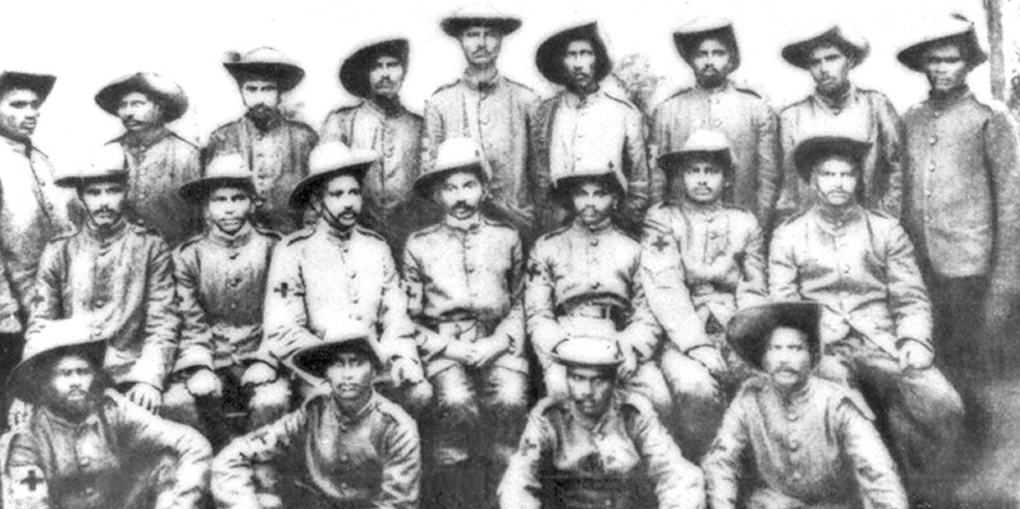
Gandhi (mittlere Reihe, Vierter von links) und seine Sanitätereinheit während des Zulu-Aufstands von 1906

Im Februar 1906 töteten Angehörige der Zulu zwei Polizisten, nachdem eine neue Kopfsteuer erlassen worden war. Daraus entwickelten sich kriegerische Auseinandersetzungen zwischen 1500 nur mit Speeren bewaffneten Zulukriegern und britischen Kolonialtruppen in Verbindung mit Polizeieinheiten.
Wie schon während des Burenkrieges forderte Gandhi am 17. März seine Landsleute auf, eine Sanitätereinheit zu bilden. Er rückte mit nur 24 Mann an und half Verwundeten beider Seiten. Gandhi war von der Gewalt der militärisch weit überlegenen Briten bestürzt, die den Aufstand im Juli 1906 brutal niederschlugen und die Überlebenden sowie sympathisierende Zulu inhaftierten oder deportierten.

### Widerstand gegen das Meldegesetz, Beginn der Satyagraha-Bewegung
In Transvaal wurde im März 1907 ein Meldegesetz (Asiatic Law Amendment Act) ausschließlich für Inder in Kraft gesetzt. Bei der Registrierung nahmen die Meldebüros Fingerabdrücke zur Identifikation und gaben Meldescheine aus, die Inder stets bei sich tragen mussten. Am 1. Januar 1907 war Transvaal politisch unabhängig geworden, und das Gesetz konnte mit einer ausschließlich formalen Zustimmung der britischen Regierung erlassen werden.
Gandhi organisierte eine Versammlung, auf der etwa 3000 Inder schworen, die Meldepflicht zu ignorieren. Außerdem reiste er nach London und führte Gespräche mit britischen Politikern. Das Ergebnis war für Gandhi dieses Mal befriedigend; das Meldegesetz wurde gestoppt.
Weil die meisten Inder, die einen Schwur zum Brechen des Gesetzes abgelegt hatten, die Registrierung verweigerten, verlängerte der Innenminister Jan Christiaan Smuts die Frist. Er drohte bei Nichteinhaltung des Ultimatums mit Gefängnisstrafen und Deportationen. Trotz der Drohungen ließen sich nur wenige weitere Inder registrieren. Mit der Übertretung des ungerechten Meldegesetzes fand die Satyagraha-Bewegung ihren Anfang.
Ende Dezember 1907 wurden Gandhi und 24 seiner Satyagrahis verhaftet. Viele seiner Anhänger protestierten vor dem Gerichtsgebäude, und weitere Inder ließen sich verhaften, sodass sich Ende Januar bereits 155 Inder im Gefängnis befanden. Während seines zweimonatigen Gefängnisaufenthaltes las Gandhi ein Essay des US-Amerikaners Henry David Thoreau aus dem Jahr 1849, in dem die Strategie des zivilen Ungehorsams behandelt wird. Darin fand Gandhi seine Philosophie wieder.
Schließlich schlug er die Registrierung der Inder und im Gegenzug die Abschaffung des Meldegesetzes vor. Jan Christiaan Smuts erklärte sich zu dem Kompromiss bereit und entließ Gandhi und seine Anhänger aus dem Gefängnis. Als Gandhi dem Gesetz selbst nachkommen wollte, versuchten einige Inder, die nicht an das Versprechen Smuts’ glaubten, vergeblich, ihn durch Gewalt davon abzuhalten. Obwohl die meisten Inder sich registrieren ließen, wurde das Gesetz dennoch erlassen. Gandhi bemerkte, dass seine Prinzipien von Ehrlichkeit und Aufrichtigkeit von den Briten nicht eingehalten wurden. Gandhi lehnte es ab, seine politischen Pläne geheim zu halten, vielmehr gehörte Transparenz zu seinem Programm. Damit wollte er Anhänger gewinnen, aber auch die Gegner herausfordern, sich selbst infrage zu stellen.
Im August 1908 verbrannten Tausende Inder, angeführt von Gandhi, auf einer Versammlung in Johannesburg ihre Meldescheine. Er und seine Anhänger reisten in Gruppen aus Natal zur Grenze Transvaals, um eine Massenverhaftung zu provozieren. Er selbst sowie 250 seiner Anhänger wurden zu zwei Monaten Haft und Zwangsarbeit verurteilt.
Im Dezember 1908 wurde Gandhi wieder freigelassen und pflegte Kasturba, die zwischenzeitlich schwer erkrankt war. Anschließend fuhr er wiederholt nach Transvaal, um sich erneut inhaftieren zu lassen.
Die Regierung unternahm durch Behinderung des Handels und Verweigerung von Aufenthaltsgenehmigungen Versuche, die Inder wieder besser unter Kontrolle zu bekommen. Nach Ansicht der Händler hatte die Bewegung Gandhis sich zu sehr radikalisiert; schließlich waren auch sie von den Gegenmaßnahmen der Regierung betroffen. Die Folge war, dass viele Geschäftsleute die aktive und finanzielle Unterstützung einstellten. Dadurch ergaben sich für Gandhi finanzielle Engpässe, denn seine Arbeit als Rechtsanwalt hatte er zugunsten der Organisation des Widerstandes bereits aufgegeben.
Während der Kampagne gegen das Meldegesetz hatte sich Gandhi mit dem Prozess des Sokrates befasst, Sokrates als verwandten Denker entdeckt und seine Verteidigungsrede in die indische Sprache Gujarati übertragen. Diese Schrift war später in Indien von der Zensur betroffen.

### Manifest „Hind Swaraj or Indian Home Rule“
1909 reiste Gandhi nach London und traf dort radikale indische Revolutionäre. Diese Gespräche veranlassten ihn, seine Philosophie nochmals zu überdenken. Sein Buch Hind Swaraj or Indian Home Rule (deutsch: Indiens Freiheit oder Selbstregierung) ist teilweise zivilisationskritisch geprägt. So behauptet er hier, Ärzte und Rechtsanwälte seien in Indien überflüssig, obwohl er noch ein Jahr zuvor indische Ärzte und Rechtsanwälte in Südafrika für unabdingbar erklärt hatte, kritisiert die britische Gesellschaft und Regierung und erklärt, das anspruchslose Leben habe vor dem wirtschaftlichen Fortschritt und Wachstum Vorrang. Der britischen Herrschaft über Indien könne durch Verweigerung der Zusammenarbeit ein Ende gesetzt werden, weil sie auf die Zusammenarbeit mit den indischen Untertanen angewiesen sei. Da die schädlichen Auswirkungen religiöser Gewalt bereits durchschaut seien und durch Annäherung abgestellt werden könnten, beurteilt er die Schäden durch die Zivilisation weitaus strenger. Die von anderen verlangte Selbstregierung (Home Rule) sei mit der Übernahme des britischen Politik- und Gesellschaftssystems verbunden und stehe damit im Gegensatz zu Indiens wirklicher Selbstbestimmung (Swaraj).
Die Schrift wurde zunächst auf Gujarati in seiner Zeitung Indian Opinion veröffentlicht, 1910 auf Englisch. Die gujaratische Fassung kam auf die koloniale Verbotsliste, weil sie für viele Inder im Gegensatz zur englischen Ausgabe verständlich war. Gandhi schickte die Arbeit auch an Leo Tolstoi, der Gandhi durch seine Schriften, insbesondere durch Das Reich Gottes ist inwendig in euch und die Kurze Darlegung der Evangelien, bereits in jungen Jahren stark beeinflusst hatte. Kurz vor seinem Tod las Tolstoi das Manifest und bestärkte Gandhi in einem Brief.

### Tolstoi-Farm

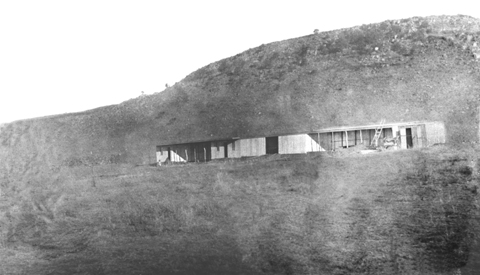
Tolstoi-Farm, 1913

Gandhi ließ sich in Transvaal nieder. Dort verfügte er jedoch weder über eine Unterkunft noch über Einkünfte. Der deutsche Architekt Hermann Kallenbach, Sohn jüdischer Eltern, mit dem er befreundet war, stellte ihm deshalb im Mai 1910 ein Stück Land zur Verfügung. Zusammen mit weiteren Mitstreitern wollte er die in der Phoenix-Siedlung praktizierte Lebensweise fortsetzen und seine Ideale wirtschaftlicher Autarkie und Besitzlosigkeit verwirklichen. Die Siedlung nannten sie Tolstoi. 1912 verpflichtete sich Gandhi, auf jeglichen Privatbesitz zu verzichten. Im selben Jahr kam Gokhale zur Tolstoi-Farm und fuhr mit Gandhi durch Südafrika, hielt überzeugende faktenreiche Reden, von denen Gandhi viel lernte, und erreichte Zugeständnisse von der Regierung Smuts hinsichtlich der Registrierung und Kopfsteuer, die aber wiederum nicht eingehalten wurden.

### Widerstand gegen das Ehegesetz

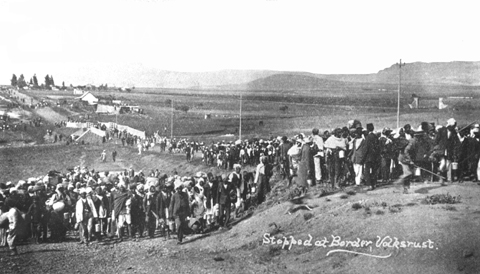
Protestmarsch nach Transvaal 1913

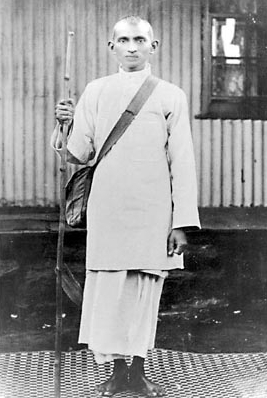
Gandhi 1913, als Satyagrahi

Nach einem neuen Gesetz, das 1913 beschlossen worden war, wurden nur noch christlich geschlossene Ehen offiziell als gültig angesehen. Die Inder waren aufgebracht, schließlich lebten sie somit im Konkubinat und die Kinder galten als unehelich. Gandhi ermutigte seine Landsleute zum gewaltlosen Widerstand gegen das Gesetz. Indische Arbeiter streikten, auch die Frauen protestierten. Die Briten reagierten mit Gewalt auf diese Aktionen, und die Frauen wurden verhaftet. Gandhi und seine Anhänger marschierten zur Grenze nach Transvaal, um eine erneute Massenverhaftung auszulösen. Während der Aktion wurde Gandhi mehrmals verhaftet und wieder freigelassen. Als sie schließlich an der Grenze ankamen, kam er ebenso wie seine Satyagrahis, darunter auch Hermann Kallenbach, ins Gefängnis in Bloemfontein. Weitere Anhänger Gandhis wurden in Bergwerken eingesperrt, weil die Gefängnisse inzwischen ausgelastet waren.
Auf Druck der Weltöffentlichkeit sah sich Jan Christiaan Smuts gezwungen, eine Untersuchungskommission einzurichten, die jedoch nur aus weißen Mitgliedern bestand. Aus diesem Grund verweigerte Gandhi, der inzwischen wieder aus dem Gefängnis entlassen worden war, die Zusammenarbeit mit dieser Kommission.
Zur selben Zeit begannen die Eisenbahnarbeiter zu streiken. Dieser Streik war zwar nicht auf den Widerstand der Inder zurückzuführen, führte aber dazu, dass die Briten mit der Lage überfordert waren, obwohl Gandhi seine Widerstandsaktionen zunächst eingestellt hatte. Die Folge war, dass Anfang 1914 der Indian Relief Act verabschiedet wurde, der die Situation der indischen Bevölkerung entschieden verbesserte: Nichtchristliche Ehen wurden wieder als gültig anerkannt, sowohl die Kopfsteuer als auch die Registrierungspflicht wurden aufgehoben, und die indische Einwanderung wurde erlaubt.
Die Satyagrahis hatten ihre Ziele 1914 weitgehend erreicht, und Gandhi trat Ende 1914 die endgültige Heimreise nach Indien an.

## Kampf für Indiens Unabhängigkeit (1914–1948)

### Harijan Aschram: Vorbild für ein unabhängiges Indien

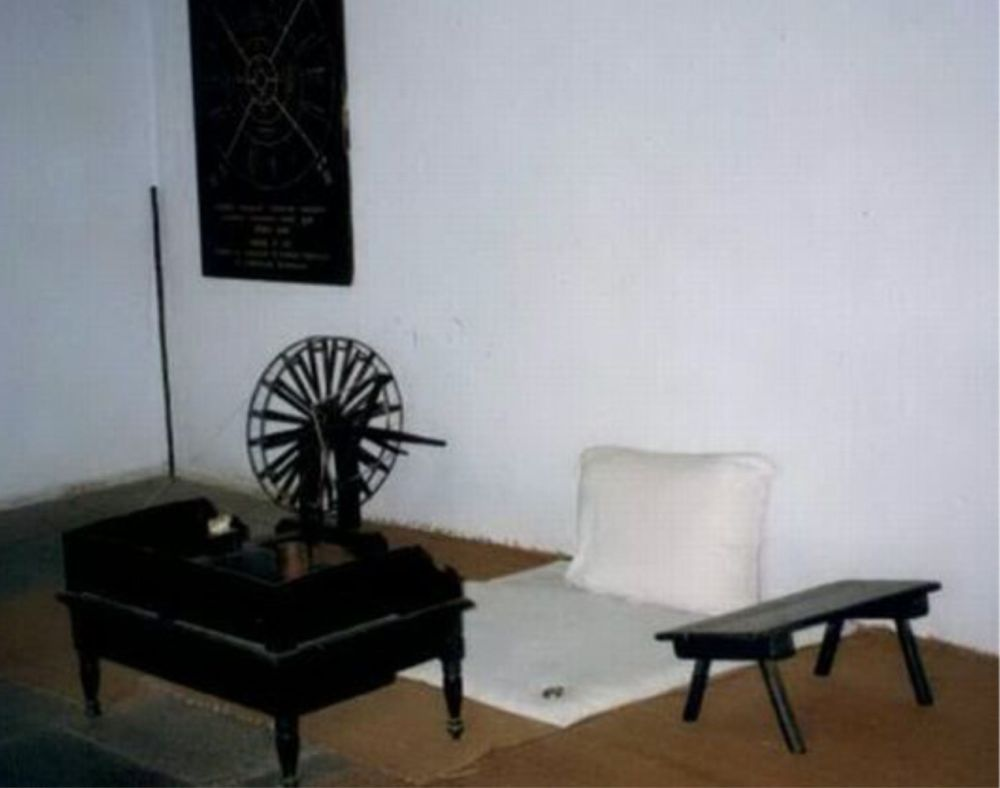
Gandhis Zimmer im Harijan-Aschram mit Spinnrad

Zurück in Indien, trat er 1915 dem Indischen Nationalkongress (INC) bei und ließ sich von dessen gemäßigtem Leiter Gopal Krishna Gokhale einführen. Gleichzeitig baute er seinen Harijan Aschram auf, wo er auf der Grundlage seiner Interpretation des hinduistischen Prinzips Ahimsa (Gewaltlosigkeit) von 1918 bis 1930 lebte. Er formulierte 11 Selbstverpflichtungen für das Leben im Aschram: Liebe zur Wahrheit, Gewaltlosigkeit, Keuschheit, Desinteresse an Materiellem, Furchtlosigkeit, vegetarische Ernährung, nicht stehlen, körperliche Arbeit, Gleichheit der Religionen, Einsatz für die „Unberührbaren“ und ausschließliche Verwendung inländischer Produkte (Swadeshi).
Diese Maximen des Satyagraha verband er mit der Überzeugung (Sarvodaya), wonach jeder einzelne Mensch durch Selbstverpflichtung und Selbstbeherrschung zum Wohl aller Menschen beiträgt, sodass sein moralischer Aufstieg und das daraus resultierende Handeln dem Fortschritt aller dient. Das einfache, bäuerliche, ethisch und religiös begründete und auf Selbstversorgung beruhende Leben der kleinen Aschram-Gemeinschaft wollte er zum Vorbild für ein freies, auch wirtschaftlich von Großbritannien unabhängiges Indien machen.
Er bediente selbst ein altes Spinnrad, lehnte den Gebrauch der englischen Sprache mehr und mehr ab und ließ Schüler in seinem Sinne unterweisen. Das Spinnen wurde zum Symbol der indischen Unabhängigkeit. Gandhi erwartete, dass sich möglichst viele Menschen daran beteiligten. Er bediente das Spinnrad selbst in politischen Versammlungen. Um seine Spinnradkampagne zu finanzieren, unternahm er Bahnreisen in der dritten Klasse durch Indien und sammelte Spenden, die ihm großzügig zuteilwurden. Damit erwarb er Spinnräder für die Bauern, ließ Lehrer für Spinnen und Weben ausbilden und gab Geld für Geschäfte, die Textilien aus den Dörfern verkauften. Das Spinnrad ist noch heute Teil der indischen Flagge.
Madeleine Slade, von Gandhi Mirabehn genannt, die Tochter des britischen Kommandeurs der ostindischen Flottenstation in Bombay, Sir Edmund Slade, schloss sich der Gemeinschaft an und hatte lange Jahre ein sehr enges Verhältnis zu Gandhi.
Ab 1928 gab es Auseinandersetzungen im Aschram, da Gandhi seine Lebensprinzipien streng zur Maxime der gesamten Gemeinschaft machen wollte. So sollten beispielsweise nur noch ungewürzte Lebensmittel gegessen werden, private Ersparnisse waren nicht erlaubt. Gandhi entließ bezahlte Arbeitskräfte und verlangte, die Aschramgemeinschaft sollte die Arbeiten selbst übernehmen. Er verließ 1930 den Aschram, in dem sich heute ein Gandhi-Museum befindet.

### „Anarchist anderer Art“ / Weggefährten
Seine erste Rede in Indien hielt Gandhi als Gastredner zur Eröffnung der Banaras Hindu University im Februar 1916. Auf dem Podium saßen die Gründerin der Universität, Annie Besant, Politiker und Fürsten. Gandhi drückte zunächst sein Bedauern aus, dass er die Rede nicht in einer der indischen Sprachen vortrug, sondern in Englisch halten musste, erklärte die Vorteile der Gewaltlosigkeit gegenüber gewaltsamen Aktionen und bezeichnete sich in diesem Zusammenhang als „Anarchist anderer Art“. Annie Besant protestierte, es kam zu einem Tumult, und die Rede musste abgebrochen werden. Die Auseinandersetzungen zwischen Gandhi und Besant wurden auch öffentlich in der Presse ausgetragen. Gandhi kritisierte, dass Besant nur die Mittel- und Oberschicht anspreche, nicht aber die Masse der Bauern. Außerdem war er der Meinung, der indische Unabhängigkeitskampf dürfe nur von Indern ausgetragen werden.
Gandhis Verhältnis zum Anarchismus war vielschichtig. Er teilte die anarchistische Ansicht, die Macht des Staates unterdrücke das Individuum, das für ihn die „Wurzel allen Fortschritts“ darstellte. Ebenso stimmte er mit Henry David Thoreau darin überein, die Regierung sei am besten, die am wenigsten regiere, und war der Ansicht, „eine Demokratie basierend auf Gewaltlosigkeit“ sei „die größte Annäherung an reinen Anarchismus“. Individuen sollten nach Gandhi basierend auf ihrer selbst erkannten Wahrheit agieren, unabhängig von Beurteilung und Konsequenzen durch andere. Sein Konzept der Dorfrepubliken nannte er selbst eine „erleuchtete Form des Anarchismus“, in der „jeder [sein] eigener Regent“ sei. Gandhi war jedoch (ebenso wie Thoreau) kein Anarchist im üblichen Sinne. Auch stand er im Gegensatz zu libertären Theorien, deren Ablehnung staatlicher Regulierung und Eingriffe auf der Betonung gegenseitiger Eigeninteressen beruhen, während seine Prinzipien der Gewaltlosigkeit und Leidensfähigkeit das Eigeninteresse minimieren und Selbstbeschränkung und -disziplinierung vorgeben. Das Satyagraha bildet ein System der äußeren Eingrenzung in der Zusammenarbeit für das Gemeinwohl. Nicholas Gier ordnet Gandhi daher eher einem kommunitaristischen, reformierten Liberalismus zu. Das Konzept des Gewaltverzichts, der persönlichen Wahrheitserkenntnis und Reinheit hat nur teilweise Entsprechung in den Theorien klassischer westlicher Anarchisten wie Proudhon, Bakunin oder Kropotkin. Das Prinzip der Ausbildung moralischer Gesetze und persönlicher Disziplin in Gandhis Gemeinschaftskonzept setzt andere Schwerpunkte als diese. Seine Überzeugung, das Individuum müsse das Göttliche in sich selbst finden, dann sei es „allen Regierungen überlegen“, ähnelt den Schriften Tolstois. Asha Pasricha bezeichnet Gandhi davon ausgehend als „religiösen Anarchisten“.
Einer seiner wichtigsten Schüler und Weggefährten seit 1916 bis zu seinem Tod war Vinoba Bhave, der häufig als Gandhis spiritueller Nachfolger angesehen wird. Ein weiterer, mindestens ebenso wichtiger politischer und persönlicher Freund war Sadar Patel, der ihn in allen weiteren Kampagnen maßgeblich unterstützte. 1917 wurde der spätere indische Ministerpräsident Jawaharlal Nehru sein Sekretär.

### Widerstand gegen den Ausnahmezustand
Nachdem viele Inder bereits die von der Kolonialmacht ohne indische Zustimmung dekretierte Teilnahme am Ersten Weltkrieg kritisiert hatten, führte die Verlängerung des Ausnahmezustands und des Kriegsrechts 1919 durch den Rowlatt Act zu Widerstand unter den politisch interessierten Indern unterschiedlicher Herkunft. Während liberale Politiker partielle Autonomie forderten, setzten sich radikalere wie Annie Besant für Home Rule ein, d. h. die Selbstregierung mit Bindungen zum Britischen Königreich, und wandten sich gegen Gandhi. Gandhi aber, der für Annie Besant eingetreten war, als sie sich in Haft befand, unterstrich die Forderung nach vollständiger Unabhängigkeit Indiens von Großbritannien mit seinen gewaltfreien Aktionen.
Anfang April 1919 initiierte der Indische Nationalkongress (INC) Massenproteste gegen die britische Kolonialregierung, an denen Hindus wie auch die anderen Bevölkerungsgruppen teilnahmen. Bereits am ersten Tag, dem 6. April, kam es zu streikartigen Aktionen von Händlern und Geschäftsleuten, die Gandhi als Hartal bezeichnete. Arbeit und Handel lagen für einen Tag brach, die Beteiligten sollten nach Gandhis Vorstellung fasten und beten. Seine verbotenen Schriften Hind Swaraj und Sarvodaya wurden verkauft, ohne dass die Briten eingriffen.
Die Wahl der Mittel war jedoch umstritten. Bei weiteren Aktionen hielten sich viele nicht an die Prinzipien des gewaltfreien Satyagraha. Britische Einrichtungen und Privathäuser gingen in der nordindischen Stadt Amritsar, wo zwei Anführer der Bewegung verhaftet worden waren, in Flammen auf. Daraufhin verbot der Gouverneur des Punjab alle Manifestationen und erteilte einen Schießbefehl. Britische Soldaten töteten am 19. April 1919 beim Massaker von Amritsar in einem durch eine Mauer abgegrenzten Park, wo eine friedliche Versammlung stattfand, 379 Männer, Frauen und Kinder, 1200 Menschen wurden verletzt. Die Weltöffentlichkeit wurde aufmerksam, und die Protestbewegung erhielt Auftrieb, doch Gandhi fühlte sich am Tod der Opfer des Blutbads mitschuldig.
Im selben Jahr gründete Gandhi die englischsprachige Wochenzeitung Young India, in der er seine Weltanschauung verbreitete.

### Kalifat-Kampagne und Aufstieg im Indischen Nationalkongress
Viele indische Muslime waren empört darüber, dass das Osmanische Reich, das zu den Staaten gehörte, die den Ersten Weltkrieg verloren hatten, in quasi neokolonialer Manier unter den Siegermächten, zu denen auch Großbritannien gehörte, aufgeteilt werden sollte. Der osmanische Sultan galt vielen Muslimen als Kalif, als religiös-weltlicher Führer aller Muslime weltweit. Gandhi solidarisierte sich 1920/21 mit ihrer Kalifat-Kampagne – im Gegensatz zu Muhammad Ali Jinnah, dem eher säkular eingestellten Vorsitzenden der Muslimliga. Dieser Umstand führte 1920 zum Austritt Jinnahs aus dem Indischen Nationalkongress.
Es ist umstritten, ob Gandhis Engagement für die Kalifat-Kampagne langfristig das friedliche Zusammenleben zwischen Hindus und Muslimen belastete und schließlich zur Teilung des Landes beitrug (die Gandhi vehement ablehnte). Rothermund (2003) bezeichnet es als „Fehler“, dass sich Gandhi ohne fundierte Kenntnisse über panislamische Bewegungen gegen den einflussreichen Jinnah stellte. Laut Eberling (2006) unterschätzte Gandhi die Gegensätze zwischen Hindus und Muslimen, die nicht nur religiöser, sondern auch politischer Art gewesen seien, denn die Hindus bildeten in Indien die Oberschicht. Dieter Conrad (2006) erscheint Gandhis religiös gefärbte Unterstützung der Kalifatsbewegung „äußerst gewagt“. Seinen Versuch, die Unterschiede der beiden Religionen Hinduismus und Islam zu seinem eigenen Anliegen zu machen, sich auf die Seite der streng religiösen Muslime zu stellen mit dem Ziel gegenseitiger religiöser Rücksichtnahme, erwies sich als Fehlkalkulation. So hoffte Gandhi beispielsweise vergeblich auf eine freiwillige Beendigung des rituellen Kuhschlachtens seitens der Muslime. Jinnah hatte Gandhi vor dieser seiner Ansicht nach reaktionären Bewegung mehrmals gewarnt und warf ihm religiösen Zelotismus vor. Conrad zufolge bestätigten sich später diese Warnungen, als blutige Unruhen zwischen Hindus und Muslimen zunahmen.
Nach der Auseinandersetzung mit Jinnah erlangte Gandhi mehr Einfluss im Indischen Nationalkongress, der bisher eine Gemeinschaft der indischen Gebildeten gewesen war. Unter Gandhis geistiger Anleitung entwickelte er sich zur Massenorganisation und zur wichtigsten Institution der indischen Unabhängigkeitsbewegung. Die indischen Sprachen sollten Vorzug vor dem Englischen bekommen, auch die Landbevölkerung sollte eine Vertretung erhalten. Besonders nach der Weltwirtschaftskrise waren die Abgaben an die Kolonialherren für die Bauern sehr stark gestiegen, sodass sie sich dem INC vermehrt zuwandten.

### Kampagne der Nichtkooperation
Um die Briten zu zwingen, den indischen Subkontinent zu verlassen, etablierte Gandhi das Konzept der Nichtzusammenarbeit: Alle indischen Angestellten und Unterbeamten sollten nicht mehr für die Kolonialherrscher tätig werden, jegliche Kooperation sollte gewaltfrei verweigert werden, um so die Briten zu entmachten. Im August 1920 rief Gandhi die Kampagne der Nichtkooperation offiziell aus. Er glaubte, die Gewaltlosigkeit sei der Gewalt weit überlegen. Einhunderttausend Briten in Indien war es nicht möglich, ein Land von damals dreihundert Millionen Indern zu beherrschen, wenn diese jegliche Zusammenarbeit verweigerten. Zunächst stand dabei Subhash Chandra Bose an seiner Seite, ein indischer Freiheitskämpfer, der später für den Einsatz militärischer Mittel plädieren sollte.

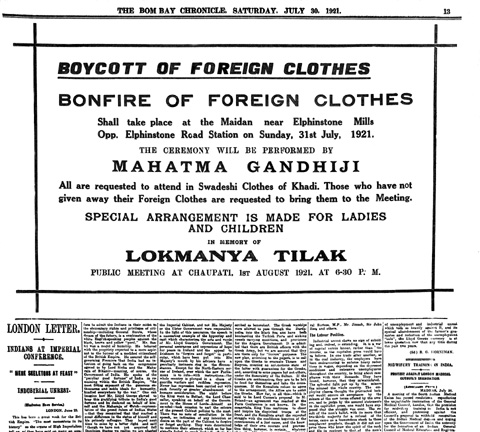
Aufruf zum Boykott ausländischer Kleidung in der Zeitung The Bombay Chronicle vom 30. Juli 1921

Zum ökonomischen Hintergrund gehörten die außerordentlich hohe Besteuerung des Bodens durch die Kolonialmacht und die anderen Abgaben, die die Inder zu leisten hatten, sowie die fehlenden Schutzzölle gegen Importwaren – Umstände, die der INC möglichst schnell ändern und durch autochthone wirtschaftliche und politische Strukturen ersetzen wollte. Gandhi propagierte den Boykott von Importwaren, insbesondere aus Großbritannien. Durch die Herstellung selbstgesponnener Kleidung sollte jeder Inder – gleichgültig ob Mann oder Frau, arm oder reich – die Unabhängigkeitsbewegung unterstützen.
Gandhi stand nunmehr auf dem Zenit seines Ruhms. Wo er auftrat, traten Arbeiter, Bauern, Regierungsangestellte und Vertreter von Bildungsinstitutionen in den Streik. Britische Importkleidung wurde öffentlich verbrannt. Die Zahl der politischen Gefangenen erreichte 20.000. Seit 1921 kleidete sich Gandhi wie die Ärmsten nur noch mit einem Lendentuch. 1922 begann er im Bardoli-Distrikt Gujarats mit Unterstützern eine Kampagne des zivilen Ungehorsams gegen eine massive Steuererhöhung. Es wurden mehrere Aschrams gegründet.
Doch auch diese Kampagne endete in Gewalt. In dem nordindischen Dorf Chauri Chaura griff eine aufgepeitschte Menge Polizisten an und verbrannte sie in der Polizeistation. Auch zwischen Hindus und Muslimen kam es erneut zu Ausschreitungen. Gandhi brach daraufhin die Kampagne sofort ab, was viele Kongressmitglieder, darunter Nehru, missbilligten. Gandhi nahm in dem folgenden Prozess alle Schuld auf sich, verlor seine Zulassung als Anwalt und wurde am 18. März 1922 zu einer sechsjährigen Gefängnisstrafe verurteilt. Offiziell wegen einer Blinddarmoperation wurde er bereits 1924 entlassen. Ein Grund dafür war, dass im selben Jahr erstmals eine Labour-Regierung an die Macht gekommen war, die Gandhi positiver beurteilte als die konservativen Regierungen. Ende 1924 wurde Gandhi zum Präsidenten des INC gewählt.
1923 hatte der französische linkspazifistische Literaturnobelpreisträger Romain Rolland sich mit den geistigen Traditionen Indiens beschäftigt und eine Artikelserie über Gandhi veröffentlicht, woraus das Buch Mahatma Gandhi entstand, das 1924 erstmals aufgelegt wurde und ein sehr positives Bild Gandhis zeichnete. Er nennt Gandhi den „indischen Franziskus“.
Viele Kongressmitglieder folgten Gandhis Weg nicht, sondern wollten vielmehr Indien zu einem modernen Staat machen. Gandhi gab den Vorsitz der Kongresspartei 1925 turnusgemäß auf und schloss nach einem Gelübde ein Jahr des Schweigens in seinem Aschram an, eine Geste, mit der er sich gegen die „Geschwätzigkeit“ und die „Streitereien“ der Berufspolitiker wenden wollte.

### Gandhis Programm
Bereits 1927 veröffentlichte Gandhi seine erste Autobiographie Autobiography. The Story of My Experiments with Truth, die auf Aufzeichnungen während des Gefängnisaufenthalts 1922 bis 1924 und einer anschließenden Artikelserie in seiner auf Gujarati erschienenen Zeitung beruhte. 1928 folgten seine Lebenserinnerungen über Südafrika unter dem Titel Satyagraha in Südafrika. Gandhi entwickelte darin seine Vorstellung von Demokratie: Demokratie müsse die gesamten physischen, ökonomischen und spirituellen Quellen aller unterschiedlichen Bereiche des Volkslebens im Dienste für das Gemeinwohl aller mobilisieren. Das Land solle dezentral organisiert werden, wobei im Mittelpunkt das Dorf mit lokaler Selbstversorgung und -verwaltung stehen sollte. Diese Dörfer und andere Gemeinschaften sollten im Konsensverfahren eigene Vertreter wählen und so – wie Gita Dharampal-Frick es ausdrückt – den Staat als „Gemeinschaft von Gemeinschaften“ bilden, den Gandhi weniger als Nationalstaat denn als soziale und kulturelle Einheit mit nur wenigen ordnungspolitischen Eingriffsmöglichkeiten sah. Dieses Prinzip nannte er laut Eberling „aufgeklärte Anarchie“. Sein Fernziel war eine staatsfreie Gesellschaft. Beispielsweise plante er, den Palast des britischen Vizekönigs nach der Unabhängigkeit als Krankenhaus zu nutzen. In keinem anderen kolonialisierten Land der Welt habe es so klar formulierte Alternativen zum westlichen Staats- und Wirtschaftskonzept gegeben wie die von Gandhi für Indien entwickelten, schrieb Wolfgang Reinhard 1999.
Hinsichtlich der Wirtschaft setzte sich Gandhi für einen einheitlichen Lohn für alle Arbeiten ein, Privateigentum sollte von „Treuhandbesitz“ abgelöst werden. Kapitalismus und Sozialismus lehnte er zugunsten einer egalitären, vorindustriellen, wenig bürokratischen Gesellschaft ab. Soziale Ungleichheit wollte er durch allgemeine nichtintellektuelle Bildung überwinden. In religiösen Fragen vertrat er Toleranz. Das indische Kastensystem lehnte Gandhi nicht grundsätzlich ab. Er wollte jedoch die Gleichberechtigung der Kasten herbeiführen und die Kastenlosen befreien. Laut Galtung (1987) schätzte er die
Zuordnung der Menschen in eine Berufsgruppe, die von Geburt an Sicherheit biete, ihnen die Berufswahl erspare und ihre Kräfte auf sittliches und gerechtes Handeln in der Gesellschaft lenke.

### Religiöse Idealisierung durch die Kongresspartei
Religion – darunter verstand er jeden religiösen Ausdruck – und Politik trennte Gandhi nicht. Er lehnte es ab, als Heiliger oder Politiker bezeichnet zu werden, betonte aber den sowohl religiösen wie auch politischen Charakter aller seiner Kampagnen. Wahrheit bedeutete für Gandhi das Gleiche wie Gott, und diese immerwährende individuelle unbeugsame Suche nach Wahrheit bzw. Gott, die auf die Menschheit positiv einwirkt, hielt er für ein menschliches Grundbedürfnis, welches über der Geschichte steht.
Der Indische Nationalkongress zeichnete seit den 1920er Jahren für die einfachen Bauern ein Bild von Gandhi, das ihn als eine Art Messias zeigte, eine Strategie, die diese Bauern mit der Widerstandsbewegung verbinden sollte. In tausenden von Dörfern wurden Theaterstücke aufgeführt, die Gandhi als Reinkarnation früherer indischer nationaler Führer oder sogar als Halbgott darstellten. Diese von der Kongresspartei finanzierten religiösen Historienspiele und Zeremonien führten zur Unterstützung des INC durch Bauern, die tief in der alten hinduistischen Kultur verwurzelt und des Lesens und Schreibens nicht mächtig waren. Ähnliche messianische Anklänge gab es in volkstümlichen Liedern und Gedichten. Gandhi wurde dadurch nicht nur zum Volkshelden, sondern der gesamte INC bekam in den Dörfern oft einen sakralen Anstrich. Diese Idealisierung Gandhis durch den INC hatte nach Auffassung von Gita Dharampal-Frick auch die Funktion, von seinen konkreten umstürzlerischen sozialen „Experimenten“ abzulenken, denn ein Großteil der indischen Elite lehnte Gandhis indisches „Alternativmodell“ ab und strebte eine Modernisierung durch Weiterentwicklung der vorhandenen politischen Strukturen nach der Unabhängigkeit an.

### Forderung nach sofortiger Unabhängigkeit

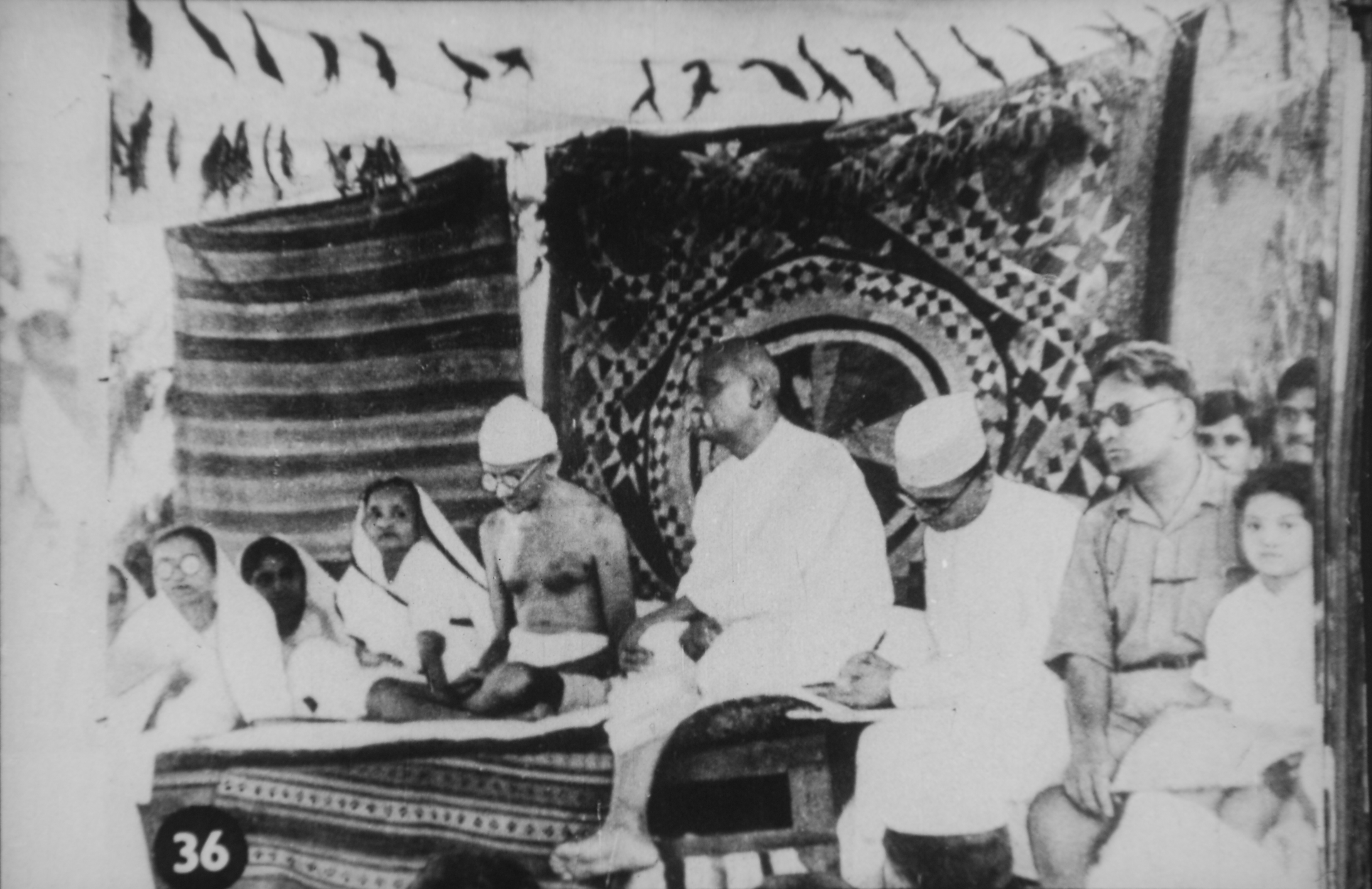
Gandhi (vierter von links) und Sadar Patel (rechts neben ihm) während der Bardoli-Satyagraha

Die Jahre 1928 und 1929 waren bestimmt von Gewalttätigkeiten seitens radikaler Nationalisten. Unter der Führung des nunmehr marxistisch ausgerichteten Nehru forderten die Mitglieder des INC die sofortige vollständige Unabhängigkeit, die notfalls auch mit Gewalt erreicht werden sollte. Gandhi führte einen Steuerstreik auf dem Lande, den er Jahre zuvor begonnen hatte, mit Hilfe von Sadar Patel erfolgreich zu Ende. Es kam wiederum zu gewaltsamen Auseinandersetzungen, in deren Verlauf im Parlament von Neu-Delhi zwei Bomben gezündet wurden. Der INC forderte nunmehr die Unabhängigkeit innerhalb eines Jahres. Als die Briten sich weigerten, forderte er diese mit sofortiger Wirkung.
Gandhi sollte den gewaltlosen Widerstand leiten, zog sich allerdings zunächst für einige Wochen zur Meditation zurück, bevor er dem britischen Vizekönig brieflich Verhandlungen vorschlug oder bei Weigerung mit weiteren Satyagraha-Aktionen drohte. Er kündigte Maßnahmen gegen die ungerechte Salzsteuer an. Zunächst bestimmte er den 26. Januar 1930 zum „Unabhängigkeitstag“, ein Nationalfeiertag, der noch heute als „Tag der Republik“ begangen wird. Außerdem legte er den Briten ein 11-Punkte-Programm vor, das wirtschaftliche und politische Forderungen enthielt, u. a. diejenigen nach Abwertung der Rupie, Halbierung des Militärhaushalts, der Grundsteuer und der Beamtenbezüge, Schutzzöllen auf importierte Textilien sowie Streichung der Salzsteuer.

### Salzmarsch

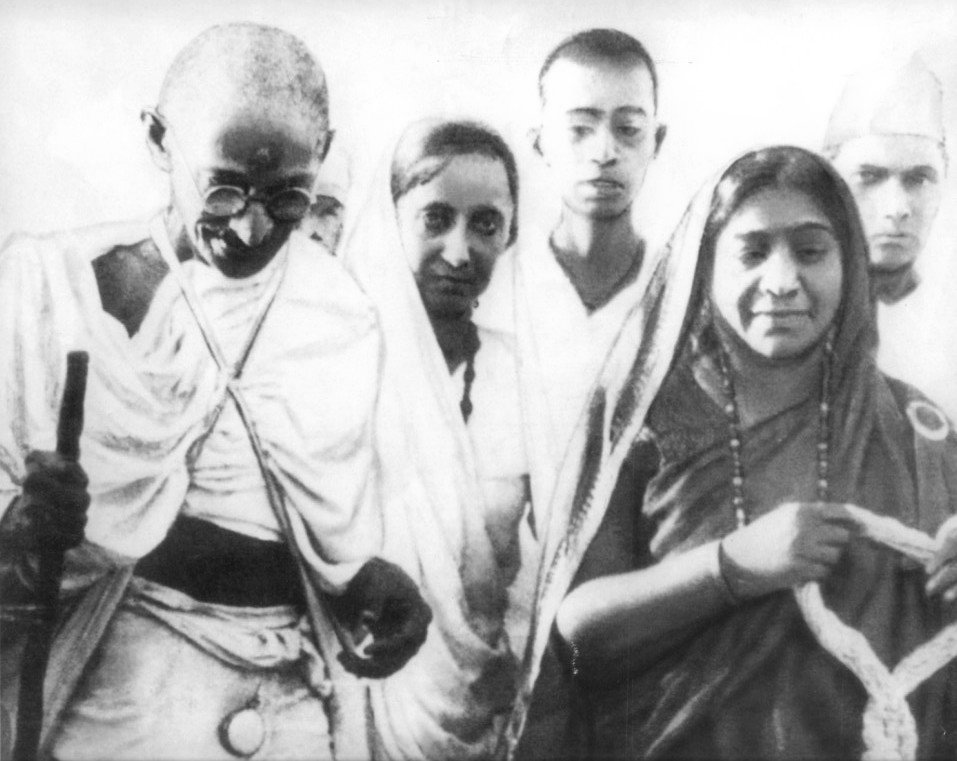
Gandhi und Sarojini Naidu beim Salzmarsch, 1930

Anfang März 1930 veranlasste Gandhi – er hatte keine Antwort auf seinen Brief erhalten – eine Kampagne des zivilen Ungehorsams und rief zum Salzmarsch gegen das britische Salzmonopol auf. Der 388 km lange Salzmarsch von Ahmedabad nach Dandi in Gujarat dauerte vom 12. März bis zum 6. April. Damit war er der längste Protestmarsch aller Zeiten. Dieser Marsch, auch als Salz-Satyagraha bezeichnet, war die spektakulärste Kampagne, die Gandhi während seines Kampfes um Unabhängigkeit initiierte. Er war ein Protest gegen die englischen Steuern auf Salz. Indische Bürger durften weder Salz herstellen noch es selber verkaufen.
Der Aufruf zur Steuerverweigerung wirkte auf die indischen Massen wie ein Aufbruchsignal. Weite Teile der Bevölkerung, die sich bisher nicht an Gandhis „Wahrheitssuche“ beteiligt hatten, wurden durch diese auf schnellen Erfolg ausgerichtete Aktion des hochangesehenen Gandhi und seiner Mitstreiter motiviert, sich der Bewegung anzuschließen. Als die Menschen begannen, massenweise Salz zu gewinnen, ohne die Steuer zu zahlen, wurden 60.000 Personen inhaftiert, darunter Gandhi und die meisten Kongressmitglieder.

### Begegnungen in Großbritannien

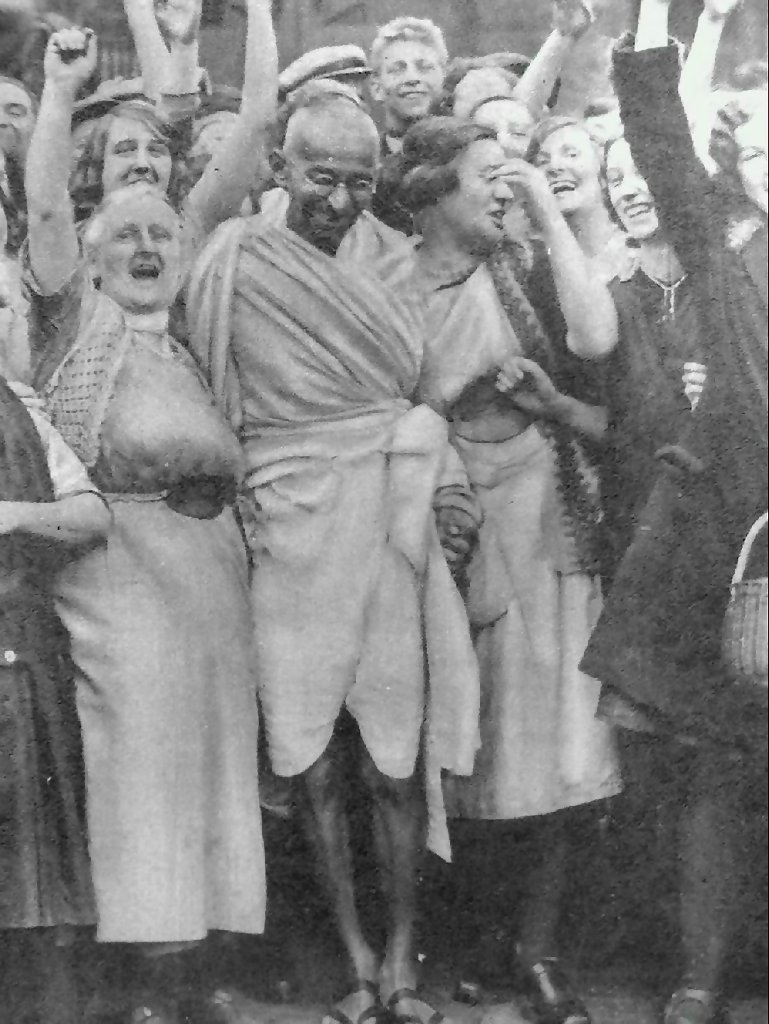
Gandhi mit Textilarbeiterinnen in Darwen, Lancashire, 26. September 1931

An der ersten Round-Table-Konferenz zur indischen Frage nahm die Kongresspartei nicht teil. Ohne Gandhi blieb die Konferenz in London wirkungslos. Am 17. Februar 1931 kam es zu einem Treffen mit Lord Irwin, dem Vizekönig von Indien. Nach zweiwöchigen Verhandlungen wurde der Gandhi-Irwin-Pakt verkündet: Gegen die Zusage, den zivilen Ungehorsam zu beenden, wurden alle Gefangenen freigelassen und die Salzproduktion für den persönlichen Bedarf in indische Hand übergeben. Zudem versprach Gandhi seine Teilnahme an der zweiten Round-Table-Konferenz in London. Bei dieser Gelegenheit traf er Charles Chaplin und George Bernard Shaw in London und Romain Rolland im Dezember 1931 in Genf. Von englischen Textilarbeitern wurde er emphatisch begrüßt. Seine Hoffnung auf Fortschritte in der Unabhängigkeitsfrage blieb jedoch unerfüllt.

### Hungerstreik

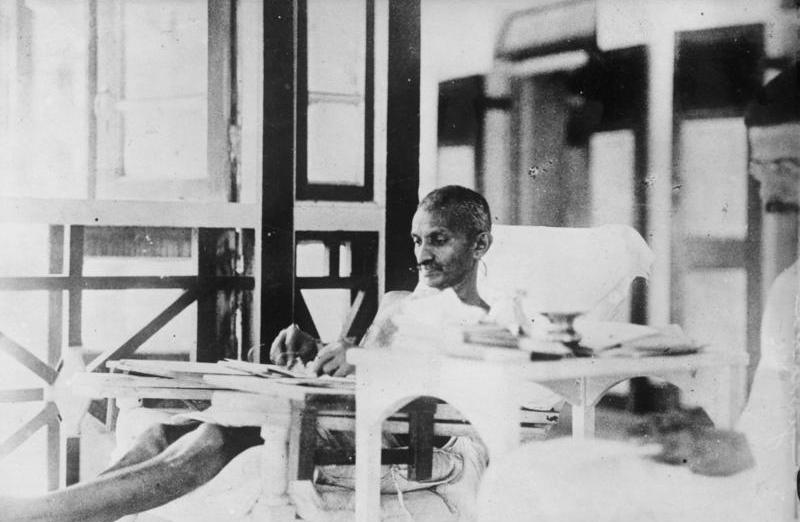
Gandhi im Hungerstreik, 1932

Wenige Tage nach seiner Rückkehr aus Europa wurde „der Unbequeme“ am 4. Januar 1932 auf Anordnung des Generalgouverneurs und Vizekönigs inhaftiert. Man befürchtete, dass Gandhi neue Aktionen gegen die Kolonialmacht einleiten würde. Mit ihm wurde die Führungsspitze der Kongresspartei (INC) festgesetzt.
Als er in der Haft von dem britischen Plan hörte, separate Wahlen der Kastenlosen zu realisieren, erklärte er am 20. September 1932 sein erstes „Fasten bis zum Tode“. Das sollte die Briten von separatistischen Bestrebungen, Landesteile nach Religionszugehörigkeit zu bilden, abhalten und den Indern ein Signal zur Integration der Kastenlosen sein. Doch der Vertreter der Dalits („Unberührbare“), Bhimrao Ramji Ambedkar, unterstützte die Briten, weil er davon ausging, dass bei allgemeinen Wahlen die Hinduinteressen überwiegen würden. Sechs Tage später beendete Gandhi den Hungerstreik, weil er sich mit Ambedkar auf einen Kompromiss getrennter Vorwahlen mit anschließender gemeinsamer Wahl geeinigt hatte. Gandhis Hungerstreik hatte zur Folge, dass beispielsweise hinduistische Tempel erstmals den Kastenlosen offenstanden.
Albert Einstein, der Gandhi nie persönlich kennenlernte, schrieb ihm Ende Oktober 1932: „Sie haben durch Ihr Wirken gezeigt, dass man ohne Gewalt Grosses selbst bei solchen durchsetzen kann, welche selbst auf die Methode der Gewalt keineswegs verzichtet haben. Wir dürfen hoffen, dass Ihr Beispiel über die Grenzen Ihres Landes hinaus wirken und dazu beitragen wird, dass an die Stelle kriegerischer Konflikte Entscheidungen einer internationalen Instanz treten, deren Durchführung von allen garantiert wird.“

### Engagement für Kastenlose
Gandhi verließ 1934 den Indischen Nationalkongress, weil er sich nicht als Politiker verstand, der sich der jeweiligen Mehrheit beugen musste. Die Kongresspartei bezog sich aber weiterhin auf Gandhi als Führer der armen Volksmassen. Die Probleme der Bauern und Kastenlosen traten für ihn in den Vordergrund. Bereits seit 1933 gab er die Zeitschrift Harijan („Menschen Gottes“, wie er die „Unberührbaren“ nannte) heraus und publizierte darin über seinen Unabhängigkeitskampf. Nicht nur die soziale Frage wollte er lösen, vielmehr setzte er sich nunmehr auch für die Gleichberechtigung von Mann und Frau ein. Dabei vertrat er weiterhin seinen individualistischen Ansatz, wonach jeder Einzelne sein Leben ändern müsse, indem er diente und nicht befahl. Mit dieser Haltung erwarb er sich nicht nur Freunde in der Kongresspartei. Obwohl seine Gesundheit durch den Hungerstreik gelitten hatte, bereiste Gandhi Indien, um Gelder für die Kastenlosen zu sammeln.
Obwohl sich Gandhi für die Rechte der Kastenlosen einsetzte und in seinen Aschrams Kastenunterschiede in den täglichen Arbeiten verbot und zu Hochzeiten zwischen Mitgliedern unterschiedlicher Kasten ermutigte, befürwortete er dennoch generell das Kastensystem. Er glaubte, dieses liefere eine stabile soziale Ordnung und auch eine Begründung für das hinduistische Leben. Die Aufsplitterung in viele Subkasten (Jati) zur sozialen Segregation lehnte er ab und entwarf ein System, das lediglich auf den vier spirituellen Kasten (Varna) beruhen sollte, in denen dann auch die bis dato Unberührbaren erfasst sein sollten. Bhimrao Ambedkar widersprach Gandhi und war der Ansicht, das Kastenwesen müsse aufgegeben werden. Er verfasste eine Rede zur Annihilation of Caste (Die Vernichtung der Kaste), die in Buchform erschien und auf die Gandhi in vielen Harijan-Artikeln unter dem Titel A Vindication of Caste („Eine Rechtfertigung der Kaste“) antwortete. In den folgenden Jahren erschienen mehrere ergänzte Auflagen von Annihilation of Caste, die Auswirkungen der Diskussion zwischen Gandhi und Ambedkar prägen die indische Gesellschaft und Politik bis heute. 1935 einigten sich Gandhi und Ambedkar auf eine Form der Repräsentation der Unberührbaren in der neuen Volksvertretung Indiens und schufen reservierte Parlamentssitze für die Kastenlosen, ein Prinzip, das 1947 in der neuen indischen Verfassung (unter Ambedkar als erstem Justizminister) verankert wurde und bis heute gilt.

### Zweiter Aschram: Internationaler Treffpunkt

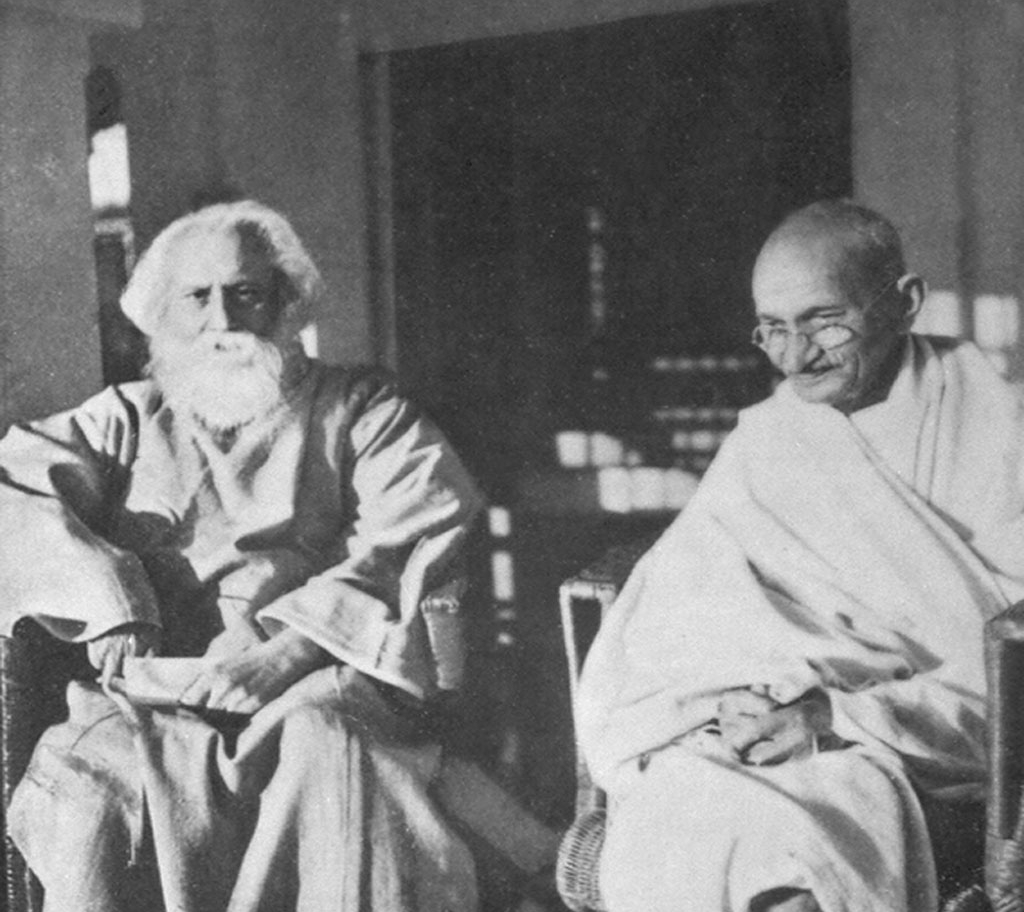
Der Literaturnobelpreisträger Rabindranath Thakur (auch Tagore) und Gandhi 1940

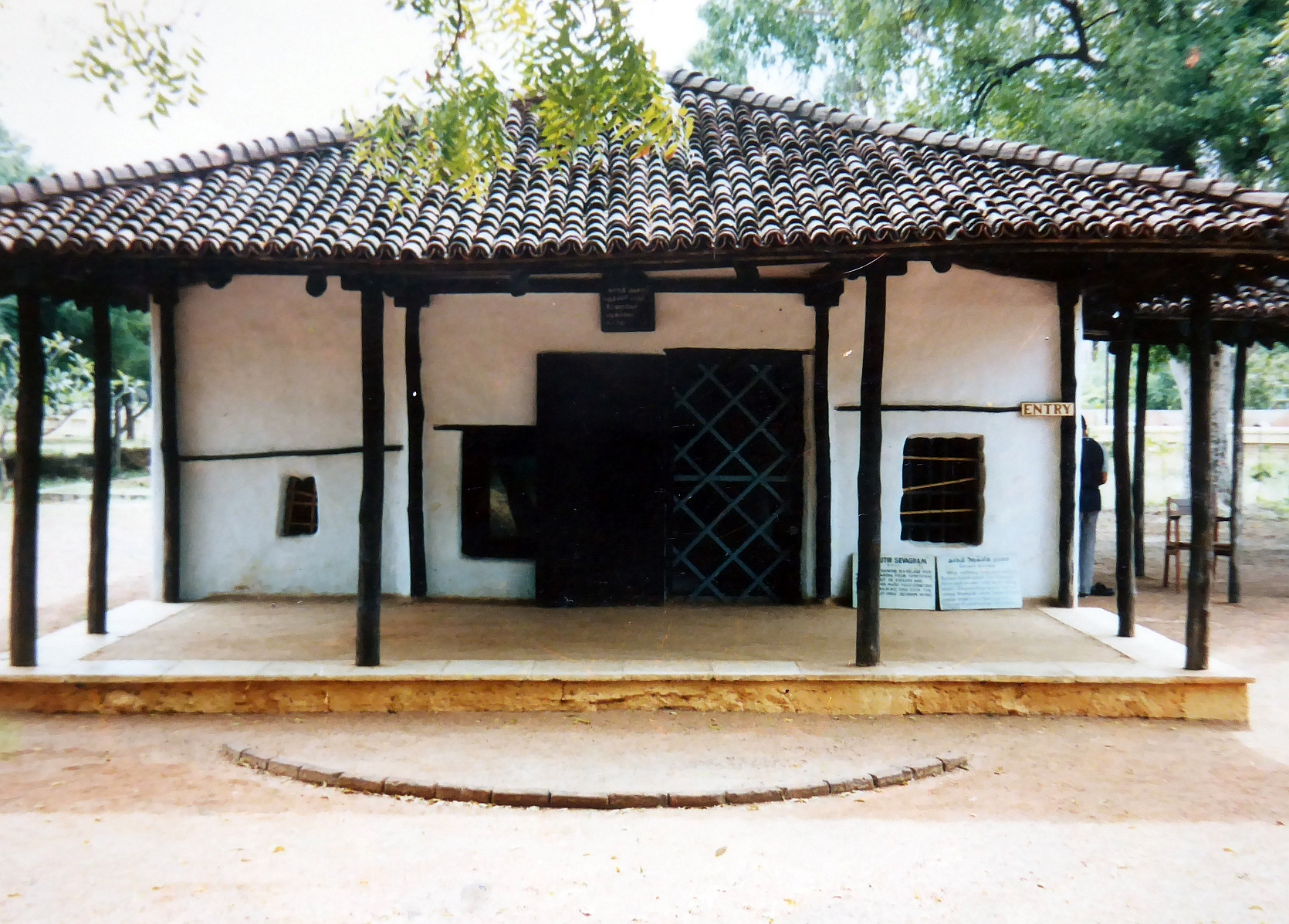
Sevagram Aschram ab 1936 Gandhis Wohnsitz

1936 gründete Gandhi erneut einen Aschram, diesmal in Sevagram, einem Dorf in Zentralindien, weil er in den Dörfern und nicht in den Städten die Grundlage des Lebens in Unabhängigkeit und Freiheit sah. Dort führte er mit seiner Frau und einer wachsenden Anhängerschaft ein äußerst asketisches Leben, gab sein Wissen an die Dorfbewohner weiter und empfing Gäste aus aller Welt. Anfang 1937 verbrachte der italienische Dichter und Philosoph Lanza del Vasto einige Monate als sein Schüler in seiner Nähe und gründete 1948 die Gemeinschaft der Arche, wo Menschen nach den Prinzipien Gandhis zusammenleben sollten.
Auch der Paschtune Abdul Ghaffar Khan, ein gläubiger Muslim und Pazifist, der im nordwestlichen Grenzgebiet Britisch-Indiens den gewaltlosen Widerstand verbreitete, verbrachte einige Zeit in Gandhis Aschram, als die Briten ihn zeitweise aus seiner Heimat vertrieben. Gandhi besuchte ihn und seine Kämpfer für die Unabhängigkeit Khudai Khidmatgars („Diener Gottes“) 1938 zweimal, obwohl die Briten ihm die Reise verweigerten. In Indien wurde Abdul Ghaffar Khan „Grenz-Gandhi“ genannt.

### Wendungen im Zweiten Weltkrieg
Vor Kriegsbeginn war Gandhi der Überzeugung, Großbritannien, Frankreich und die USA könnten kleine Länder nicht vor dem aggressiven Diktator Hitler schützen. Krieg führe unweigerlich zur Diktatur, nur Gewaltfreiheit münde in Demokratie. Er drückte die Hoffnung aus, dass Hitler mit Widerstandsmethoden, wie er sie in Südafrika angewandt hatte, zu bezwingen sei. Selbst würde er lieber unbewaffnet, ehrenhaft und mit reiner Seele sterben, als sich dem Willen eines Diktators zu unterwerfen.
Er modifizierte jedoch seine Politik gegenüber der britischen Kolonialmacht beim Eintritt Großbritanniens in den Zweiten Weltkrieg 1939 zeitweilig:

„Bis zum Ende der Luftschlacht um England 1941 war die Kolonialmacht aus der Sicht Gandhis unmittelbar durch eine mögliche Okkupation durch die Nationalsozialisten bedroht, und so verbot sich eine Ausnutzung der Situation sowohl aus moralischen wie aus antifaschistischen Gründen. Als sich der Krieg jedoch auf anscheinend unbestimmte Zeit hinzog […] und England nicht mehr unmittelbar bedroht war, erhöhten sich aus Sicht Gandhis auch die ideologischen und praktischen Freiräume für Aktivitäten der indischen Unabhängigkeitsbewegung. In diesem Zusammenhang muss dann die Vorbereitung und schließliche Durchführung der massenhaften ‚Quit-India‘-Bewegung unter Führung Gandhis im August 1942 gesehen werden.“

2006 gab die britische Regierung bisher geheime Dokumente frei, denen zufolge Winston Churchill im Zweiten Weltkrieg äußerte, Gandhi könne beim Hungerstreik ruhig sterben, während andere Politiker fürchteten, dies könne zu einem Aufruhr führen, sodass Indien nicht mehr zu halten sei. Bereits sehr viel früher war bekannt geworden, dass die Kolonialmacht Agents provocateurs eingesetzt hatte, um zunächst gewaltlose Demonstranten zu Gewalttaten anzustacheln.

### Quit-India-Bewegung und Haltung zur Atombombe

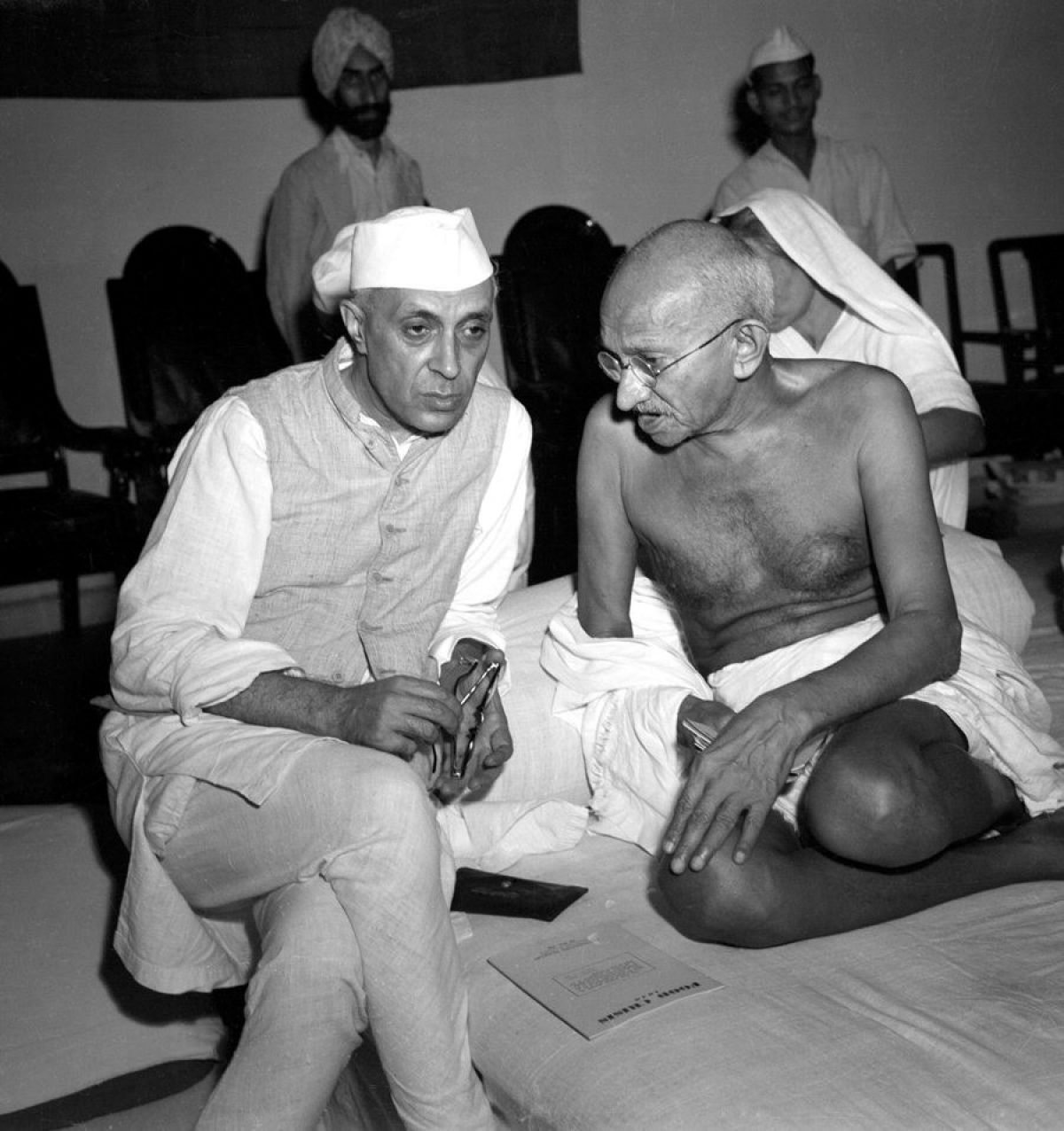
Gandhi (rechts) mit Nehru 1946

Die Quit-India-Bewegung war eine Kampagne des zivilen Ungehorsams, die im August 1942 begann, nachdem Gandhi von Großbritannien die sofortige Unabhängigkeit verlangt hatte. Die Kongresspartei rief zum Massenprotest auf, um den von Gandhi geforderten ordnungsgemäßen Abzug der britischen Truppen zu gewährleisten. Die Bewegung stellte Gandhi unter das Motto „Handeln oder sterben!“, das er am 8. August am Gowalia Tank Maidan in Bombay ausgab. Fast die gesamte Führung des INC wurde innerhalb weniger Stunden nach Gandhis Rede ohne Gerichtsverfahren inhaftiert. Die meisten blieben bis zum Kriegsende in Haft. Die Briten lehnten die sofortige Unabhängigkeit ab und vertrösteten die Inder auf die Nachkriegszeit. Am Tag nach seiner Rede wurde Gandhi von der Kolonialmacht im Aga Khan Palace in Pune inhaftiert und nach zwei Jahren aus gesundheitlichen Gründen entlassen. Insgesamt befand er sich in Südafrika und Indien acht Jahre lang in Haft.
Die Festsetzung Gandhis und der Kongressmitglieder führte zu massenweiser Unterstützung seiner Ideen in der Bevölkerung. Den gewaltlosen Widerstand im Sinne Gandhis organisierte sein Schüler Jayaprakash Narayan. Es folgten allerdings auch gewaltsame Ausschreitungen im ganzen Land. Mitglieder des verbotenen INC zerstörten die Infrastruktur und griffen die Regierungsgebäude und Polizeistationen an. Es kam zu Streiks und Demonstrationen. Daraufhin verhafteten die Briten zehntausende politische Aktivisten, 900 wurden getötet. Wegen der brutalen Gewalt, schlechter Vorbereitung und eines unvollkommenen politischen Programms konnten die Forderungen der Aufständischen kurzfristig nicht durchgesetzt werden – doch musste die britische Regierung feststellen, dass Indien langfristig nicht zu halten war. Den Briten stellte sich die Frage, wie sie die Unabhängigkeit gewähren und dennoch den Schutz der verbündeten Muslime und indischen Prinzen gewährleisten sollten.
Zu den Atombombenabwürfen über Hiroshima und Nagasaki im August 1945 äußerte sich Gandhi zunächst trotz vielfacher Aufforderung nicht und sagte zu einem Journalisten, man solle über Dinge schweigen, die man nicht ändern könne. Bezüglich der Gründe seines Schweigens gibt es unterschiedliche Darstellungen. Rothermund (2003) legte dar, Gandhi habe sich hier als Verantwortungsethiker erwiesen, der Truman, Attlee, dem Nachfolger Churchills, und Stalin misstraute und befürchtete, auch Indien könne eine Atombombe treffen. Seit Mitte 1946 verurteilte er den Einsatz mehrmals eindeutig, so beispielsweise mit der Formulierung: „Ich betrachte die Anwendung der Atombombe als die diabolischste Form der Anwendung der Wissenschaft.“ Zu dieser Zeit zeichnete sich die baldige Unabhängigkeit deutlich ab.
Auf dem Gebiet der Wirtschaft setzte sich Gandhi kurz vor seinem Tod verstärkt und langfristig vergeblich gegen das gut organisierte britische Bewirtschaftungssystem ein mit Verwaltungsstrukturen, Preisbindungen, Lebensmittelkarten usw., das die Grundlage für die Requirierung indischer Güter für den britischen Bedarf im Zweiten Weltkrieg gebildet hatte. Diesen zentralistischen Verwaltungsapparat übernahmen die indischen Führer nach der Unabhängigkeit, förderten aber, weil sie sich öffentlich weiter auf Gandhis Utopie bezogen, Projekte wie Aschrams und dörfliche Industriebetriebe, die bald selbst zum Teil der kapitalistischen Wirtschaft wurden.

### Unabhängigkeit durch Zweistaatenlösung

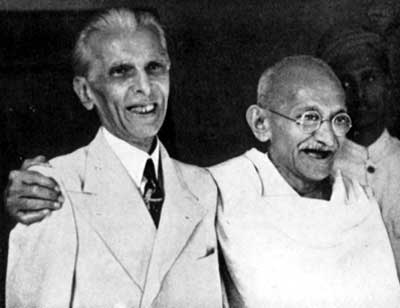
Jinnah und Gandhi während einer Verhandlungspause in Bombay, September 1944

Mit der Lahore-Resolution von 1940 forderte die Muslimliga einen eigenen Staat für die indischen Muslime. Gandhi lehnte dies ab und bemühte sich weiterhin um politische Einheit zwischen Hindus und Muslimen. 1944 führte er erfolglos Verhandlungen mit Muhammad Ali Jinnah, um eine Einheitsfront von Kongresspartei und Muslimliga zu erreichen.
Als die Muslimliga im August 1946 zu einem Generalstreik, dem Direct Action Day, aufrief, kam es in der Folge zu den Unruhen in Kalkutta. Gandhi begab sich in die Region, um zu Friede und Versöhnung aufzurufen. Als Konsequenz aus diesem Ereignis bestand Jinnah auf der Schaffung eines souveränen Pakistans und lehnte eine föderale Lösung ab.

Konflikte und Flüchtlingsströme bei der Teilung Indiens

Am 3. Juni 1947 verkündete der britische Premierminister Clement Attlee die Unabhängigkeit und die Teilung Indiens in zwei Staaten auf Grundlage des Mountbattenplans: das mehrheitlich hinduistische Indien und das mehrheitlich muslimische Pakistan. Gandhi hatte sich dem Teilungsplan stets widersetzt, trat aber nach der Trennung für eine gerechte Aufteilung der Staatskasse ein. Seinem Einfluss war es zu verdanken, dass die bürgerkriegsähnlichen Unruhen, die nach der Teilung ausbrachen, relativ rasch eingedämmt wurden.

### Tod durch Attentat
Am 30. Januar 1948 wurde der 78-jährige Gandhi von dem fanatischen, nationalistischen Hindu Nathuram Godse erschossen, der schon zehn Tage zuvor als Mitglied einer Siebenergruppe ein Attentat auf Gandhi geplant hatte.
Nach der Einäscherung am Raj Ghat in Delhi, wo sich heute eine Gedenkstätte befindet, wurde ein Teil von Gandhis Asche im Ganges verstreut. Andere Teile der Asche wurden auch im Pushkar-See bei Ajmer, im Nakki Lake bei Mount Abu und im Chorabari-Lake bei Kedarnath verstreut; an den Ufern wurde jeweils ein Gandhi-Ghat erbaut.
An den Trauerfeierlichkeiten nahmen zahlreiche Staatsoberhäupter teil. Auch die UNO gedachte seiner.

## Kontroversen

### Inland
Der bengalische Historiker Nirad C. Chaudhuri warf Gandhi vor, er habe die Gewaltlosigkeit als Vorwand benutzt, um seinen Machthunger zu stillen. So schrieb Chaudhuri, der während der Jahre des Unabhängigkeitskampfes Sekretär von Gandhis Kongresspartei war, in seiner Autobiographie:

„Nirgends haben sich westliche Autoren in Gandhi gründlicher getäuscht als darin, dass sie seinen unersättlichen und durch nichts zu befriedigenden Machthunger übersehen haben. Darin war er keineswegs anders als Stalin. Nur brauchte er nicht zu töten, denn er konnte sich seiner Gegner genauso gut mit Hilfe seiner gewaltlosen Vaishnava-Methode entledigen.“

Indische Rivalen im Kampf um die Unabhängigkeit habe er in politische Isolation getrieben wie im Fall von Subhash Chandra Bose. Die Teilung Britisch-Indiens in zwei Staaten, Indien und Pakistan, führte Chaudhuri auf Gandhis Weigerung zurück, in einem geeinten, unabhängigen Indien die Macht mit Jinnahs Muslimliga zu teilen.
Gandhi wurde vielfach als Apologet des Kastensystems kritisiert. Anlässlich ihres Vorworts der kommentierten Neuauflage von Ambedkars Annihilation of Caste warf Arundhati Roy Gandhi vor, seine Doktrin der Gewaltlosigkeit beruhe „auf einem Fundament von dauernder, brutaler, extremer Gewalt – denn das ist das Kastensystem“. Dieser Ansicht widersprachen neben Rajmohan Gandhi auch Vertreter von Dalit-Organisationen. Roys Darstellung enthalte viele Ungenauigkeiten und falsche Informationen, sowohl zu Gandhi wie zu Ambedkar.
Bal Ram Nanda weist darauf hin, dass Gandhi zwar ein idealisiertes Bild der vier Varnas in der „altehrwürdigen Vergangenheit“ vertreten habe, aber das herrschende Kastensystem Indiens zu seinen Lebzeiten strikt abgelehnt habe. Aus taktischen Gründen habe er die Unterminierung des Prinzips durch seine konsequente Ablehnung des Systems der Unberührbarkeit gewählt, anstatt die Kastenordnung direkt anzugreifen. Tatsächlich habe niemand mehr zur Reformation der Kasten und zur Verbesserung der Lage der Kastenlosen beigetragen als Gandhi. Mark Lindley betont, dass sich Gandhis Verhältnis zur Kaste von 1920 bis 1946 stark gewandelt habe und Gandhi selbst viele Fehler in seinen frühen Ansichten (zu verschiedensten Themen) eingestanden habe und der Meinung war, es gebe in jeder Lehre dauerhafte Bestandteile und solche, die sich der jeweiligen Zeit anpassten. Gandhis tatsächliche Sicht auf das Kastenwesen oder seine heutige Einstellung dazu seien daher daraus nicht direkt abzuleiten.

### Ausland
Sein offener Brief Die Juden, den er am 26. November 1938 kurz nach den Novemberpogromen in der indischen Zeitung Harijan veröffentlichte und in dem er sich mit der Judenverfolgung im nationalsozialistischen Deutschland, dem Zionismus und dem Palästinakonflikt auseinandersetzte, wurde besonders in Europa und den USA kontrovers diskutiert und beispielsweise von Martin Buber und Judah Leon Magnes mit teilweise scharfen Repliken zurückgewiesen.
Gandhi war im Vorfeld mehrfach gebeten worden, zu den im Brief behandelten Fragen Stellung zu beziehen. Dabei hatten vor allem jüdische Intellektuelle gehofft, in Gandhi einen Fürsprecher zu finden, der die Judenverfolgung in Deutschland geißeln und sich vielleicht wohlwollend zur Rückkehr der Juden in ihre biblische Heimat Palästina äußern und damit zumindest indirekt den Zionismus unterstützen würde. Anlass zu dieser Hoffnung gab, dass Gandhi mit dem deutsch-jüdischen Architekten Hermann Kallenbach einen überzeugten Zionisten zu seinen Vertrauten zählte.
In seinem Brief betonte Gandhi zunächst seine Sympathien für das jüdische Volk, bezeichnete den Zionismus jedoch als falsch und ungerecht gegenüber den Arabern, denen Palästina ebenso gehöre „wie England den Engländern oder Frankreich den Franzosen“. Die Judenverfolgung in Deutschland scheine „keine Parallele in der Geschichte zu haben [und] wenn es überhaupt einen gerechten Krieg im Namen der Menschlichkeit und für sie geben könnte, wäre ein Krieg gegen Deutschland zur Verhinderung der frevelhaften Verfolgung eines ganzen Volkes völlig gerechtfertigt“. Allerdings sehe er einen Weg, wie die Juden dieser Verfolgung widerstehen könnten: durch organisierten, gewaltfreien und zivilen Widerstand. So sehe er Parallelen zur Lage der „Unberührbaren“ sowie der Inder in Südafrika. Die Juden könnten ihren „zahlreichen Beiträgen zur Zivilisation den außerordentlichen und unübertrefflichen Beitrag der gewaltfreien Aktion hinzufügen“.
Besonders an den Vergleichen des nationalsozialistischen Terrors mit der Politik der Briten und Buren und Gandhis Rat, der Gewalt der Nationalsozialisten mit gewaltlosem Widerstand zu begegnen, entzündete sich die Empörung zahlreicher Kommentatoren. In dem wohl ausführlichsten und bekanntesten Antwortschreiben vom 24. Februar 1939 warf Martin Buber Gandhi Unwissenheit bezüglich der Bedingungen in deutschen Konzentrationslagern und der Grausamkeit der Nationalsozialisten vor und zeigte sich tief enttäuscht, dass ein „Mann des guten Willens“, den er schätze und verehre, so undifferenziert über jene urteile, die er anspreche. Inder seien in Südafrika und Indien verachtet und verächtlich behandelt worden, aber weder vogelfrei und systematisch beraubt und umgebracht worden noch „Geiseln für das erwünschte Verhalten des Auslands“ gewesen. Gandhi sehe nicht, dass tapferer und gewaltloser Widerstand jüdischer Deutscher in Wort und Tat, die jahrelange Erduldung des nationalsozialistischen Unrechts, die sich an zahlreichen Beispielen belegen lasse, die Aggression der Nationalsozialisten nicht gebremst, sondern nur noch verstärkt habe. Bezüglich der Palästinafrage argumentierte Buber, es sei weder historisch noch rechtlich oder moralisch korrekt zu behaupten, Palästina gehöre nur den Arabern. Nur wer beiden oder allen Völkern, deren Wurzeln und Geschichte mit diesem Land verbunden sind, ein Recht auf eine friedliche Existenz dort zugestehe, werde Frieden und Gerechtigkeit erzeugen.

## Nachwirkung

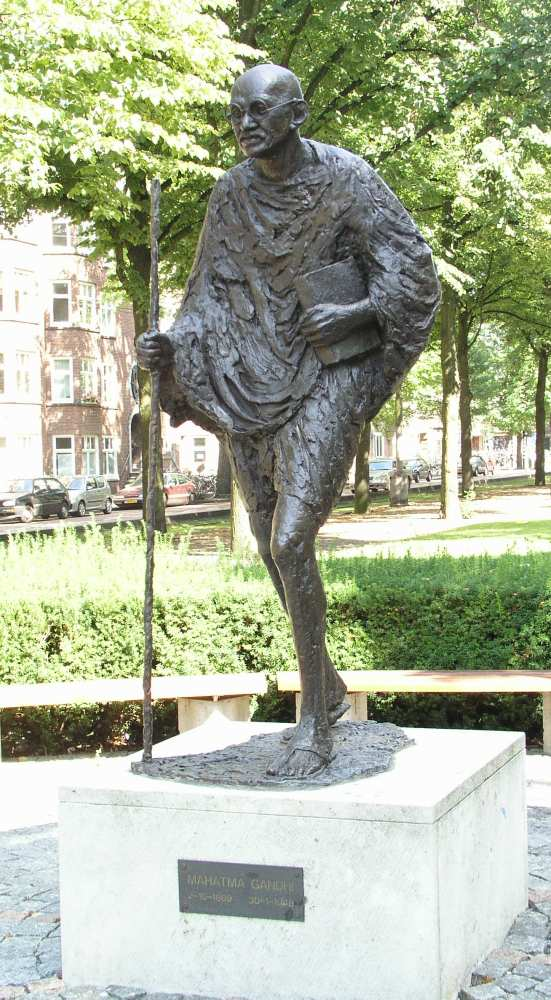
Gandhi-Statue in Amsterdam

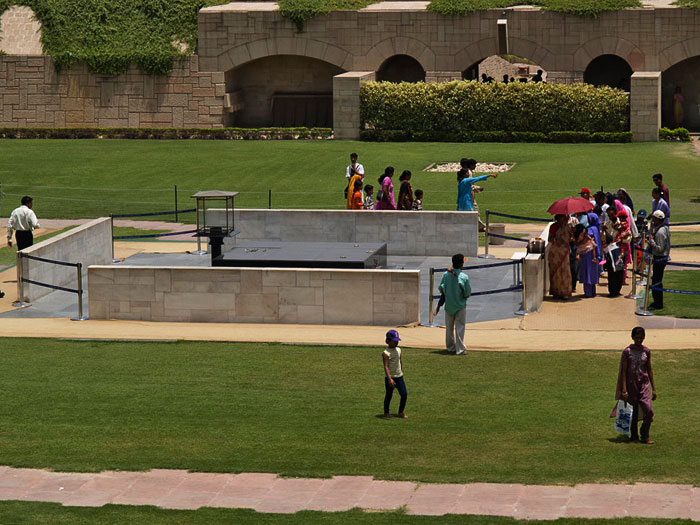
Raj Ghat, Mahatma Gandhi Memorial, Delhi

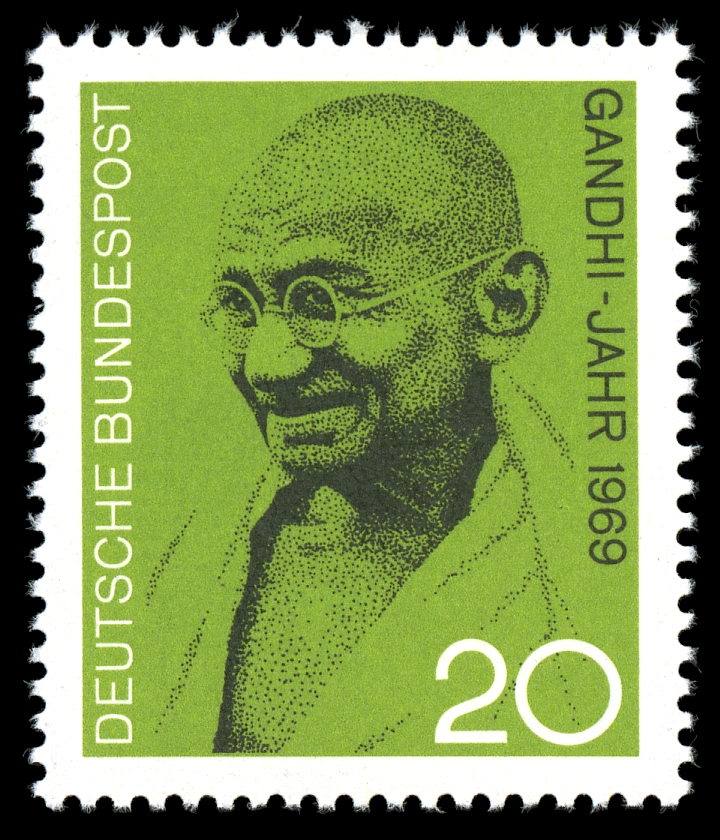
Briefmarke der Deutschen Bundespost 1969

### In Indien
Der Indische Nationalkongress, den Gandhi seit 1920 geführt und den er in den darauffolgenden Jahren stark geprägt hatte, sah sich als Hüter seines Vermächtnisses. Die Erinnerung an Gandhi kam der Kongresspartei bei Wahlen jahrzehntelang zugute. Der Kongress galt bis in die 1990er Jahre als gesamtindische Partei und stellte etliche Premierminister. Andererseits schuf Nehru nach Gandhis Tod, obwohl er sich dabei häufig auf den „Vater der Nation“ berief, einen modernen Staat auf Grundlage der von den Briten eingeführten Strukturen und Institutionen. Diese Art des Staatsaufbaus stand im Gegensatz zu Gandhis Ethik, seine Überzeugungen und seinem Einsatz für Dezentralisierung, Gewaltlosigkeit und selbstlose Lebensweise.
An zwei Tagen wird Gandhis landesweit gedacht:
- am Tag der Republik, dem 26. Januar, als Jahrestag des Inkrafttretens der Verfassung des jungen Staates (26. Januar 1950)
- am Unabhängigkeitstag, dem 15. August, als Jahrestag des Endes der britischen Herrschaft 1947

Noch heute wird Gandhi in Indien als Nationalheld verehrt. Sein Geburtstag, der 2. Oktober, ist einer von drei Gandhi Jayanti genannten indischen Nationalfeiertagen. Man gedenkt ebenfalls jährlich seines Todestages (30. Januar), der als Märtyrer-Tag begangen wird.
Die indische Regierung verleiht seit 1995 den Internationalen Gandhi-Friedenspreis.
Gedenkorte an Gandhis Wirken finden sich in Indien in vielen Städten, eine Auswahl:
- Das Gandhi Smriti in Neu-Delhi ist ein Museum, das Gandhi gewidmet ist.
- In Mumbai ist das Haus in der Laburnum Road im Stadtteil Gamdevi, in dem Gandhi von 1917 bis 1934 oft zu Gast war, als Museum Mani Bhavan eingerichtet.[145] Ebenfalls in Mumbai wurde der Platz und Park nahe der Grant Road, auf dem Gandhi am 8. August 1942 die Quit-India-Rede gehalten hatte, in Erinnerung an dieses Ereignis von Gowalia Tank Maidan in August Kranti Marg umbenannt. Dort steht die Gandhi Memorial Column.
- Weitere Erinnerungsstätten gibt es an seinem Geburts- und an seinem Todesort sowie an der Stelle der Verbrennung seines Körpers (Raj Ghat, Bild s. o.).
- Die Stätten der Satyagraha, Indiens gewaltfreier Freiheitsbewegung als Orte zur Erinnerung an den langen Weg der gewaltfreie Freiheitsbewegung (1915–1947) des Landes ließ Indien 2014 in die Tentativliste des Weltkulturerbes der UNESCO eintragen.
- Gandhi-Statuen wurden u. a. in Amsterdam, San Francisco sowie in Patna errichtet.

Spuren Gandhis in der Außenpolitik Indiens zu finden, ist schwierig. Doch was man entdecken kann, ist „eine ritualisierte Verwaltung des Andenkens an den großen Mann in zahlreichen Instituten für Gandhi-Studien, die wenig oder nichts zur Theorie und Praxis der Gütekraft und nicht viel zu unserem Wissen über Gandhi beitragen. Er bleibt sein eigener bester Biograph.“ Ausländische Staatsgäste gedenken Gandhis mit Kranzniederlegungen.
Die wichtigste Nachwirkung des Lebens und Wirkens Gandhis in Indien sind Abertausende sozialer Bewegungen und örtlicher Initiativen, die in seinem Sinne weiterarbeiten.

### Im Ausland
Gandhi wurde insgesamt zwölf Mal für den Friedensnobelpreis nominiert, zuletzt in seinem Todesjahr 1948. Da der Preis nicht postum verliehen werden kann, entschied das Komitee, in jenem Jahr keinen Preis zu vergeben.
Martin Luther King, Sprecher der Bürgerrechtsbewegung in den USA, war von Gandhi stark geprägt; auch die politische Folk-Sängerin Joan Baez, die in den 1960er Jahren sehr populär war, bezieht sich auf Gandhi. Die Arbeit des Friedens- und Konfliktforschers Johan Galtung beruht nach eigener Aussage auf den ethischen Prinzipien Gandhis. In seinem Buch Der Weg ist das Ziel. Gandhi und die Alternativbewegung entwickelte er 1987 eine Strategie des Widerstands für die westliche Alternativbewegung, bei der er sich auf Gandhis Lehren und deren praktische Umsetzung bezog.
In Südafrika beriefen sich Nelson Mandela und der Afrikanische Nationalkongress (ANC), dessen Name an den INC angelehnt ist, bis zum Massaker von Sharpeville ausdrücklich auf Gandhi und kämpften mit den Mitteln Gandhis. Erst danach gingen sie zum bewaffneten Kampf über. Gorbatschow und die folgenden friedlichen Revolutionen in einigen Staaten des real existierenden Sozialismus, darunter die DDR, waren von Gandhi beeinflusst.
Philip Glass komponierte 1980 die Oper Satyagraha, die von Gandhis Werdegang handelt.
Das Leben des Mahatma Gandhi wurde 1982 von Richard Attenborough eindrucksvoll unter dem Titel Gandhi verfilmt. Die Hauptrolle spielte Ben Kingsley; der Film wurde mit acht Oscars, unter anderem in den Kategorien Bester Film und Bester Hauptdarsteller, prämiert. Für den aus Indien stammenden Schriftsteller Salman Rushdie ist dieser Film jedoch eine „geschichtslose Art westlicher Heiligenschöpfung“, die Gandhi zum Mythos verklärt und den wirklichen Menschen aus den Augen verliert.

### Debatte über die Wirksamkeit des gewaltlosen Widerstands
Ob Gandhis Methoden in jedem Befreiungskampf erfolgreich sein können, ist umstritten. Matthias Eberling (2006) urteilt über Gandhis Rolle für die Unabhängigkeit Indiens vom britischen Weltreich:

„Eine totalitäre Diktatur hätte eine zarte Figur im Lendenschurz wie ihn [Gandhi] einfach zerbrochen und ausgelöscht. Aber in einer Demokratie mit einer kritischen Presse – und wenn sie auch eine rassistische, imperialistische Klassengesellschaft wie das Britische Empire war – konnte dieser stete Tropfen des gewaltfreien Widerstands jedoch letztlich das Joch der englischen Kolonialherrschaft brüchig werden lassen.“

Anders sieht das Johan Galtung (1987). Er führt als Beleg für den möglichen Erfolg gewaltlosen Widerstands auch im Nationalsozialismus oder Stalinismus den Rosenstraße-Protest an, als 1943 in Berlin „arische“ Ehefrauen nach mehrtägigem massivem gewaltfreiem Protest erreicht hatten, dass ihre bereits verhafteten jüdischen Ehepartner nicht deportiert, sondern freigelassen wurden.
Curt Ullerich betont, Gandhi sei klar gewesen, dass er sich im britischen Kolonialreich trotz teils gewaltsamer Unterdrückung von Widerstand relativ frei seinem Gewissen entsprechend für Veränderungen einsetzen konnte. Später habe er seine Methoden auch bei völlig schrankenloser Machtausübung für wirksam gehalten.
Laut Martin Luther King war Gandhi der erste Mensch in der Geschichte, der Jesu Liebesethik zu einer gewaltigen und wirksamen sozialen Macht gesteigert hat, und Albert Schweitzer zufolge führte Gandhi fort, was Buddha begann.

## Trivia
Am 21. August 2020 ist eine Brille, die Gandhi getragen haben soll, im britischen Auktionshaus East Bristol Auctions für 260.000 Pfund (etwa 278.000 Euro) versteigert worden. Geschätzt worden ist die Sehhilfe zunächst auf 10.000 bis 15.000 Pfund.
Im Computerspiel Civilization ist Gandhi einer der möglichen Gegner. Dass dieser in früheren Programmversionen durch einen Fehler entgegen der pazifistischen Grundeinstellung Gandhis eine Tendenz zum Einsatz von Atomwaffen gehabt haben soll, führte zum Internetmeme des Nuclear Gandhi.

## Publikationen
- The Collected Works of Mahatma Gandhi. Hrsg. vom Ministry of Information and Broadcasting, Government of India, 100 Bde., New Delhi 1956–1994.
- Eine Autobiographie oder Die Geschichte meiner Experimente mit der Wahrheit. Verlag Hinder + Deelmann, Gladenbach 1977, zuletzt: C. H. Beck, München 2019, ISBN 978-3-406-74173-9.
- Gandhi. Ausgewählte Werke. Hrsg. von Shriman Narayan, 5 Bde., Wallstein Verlag, Göttingen 2011, ISBN 978-3-8353-0651-6.
- Mein Leben. Hrsg. von C. F. Andrews, Nachwort: Curt Ullerich, Suhrkamp-Verlag, Frankfurt am Main 1983, ISBN 3-518-37453-2, zahlreiche Neuauflagen (englische Erstausgabe: 1930).
- Jung Indien: Aufsätze aus den Jahren 1919 bis 1922. Hrsg. von Madeleine & Romain Rolland, übersetzt von Emil Roniger Rotapfel-Verlag, Zürich 1924.
- Gandhi in Südafrika-Mohandas Karemchand Gandhi ein indischer Patriot in Südafrika, Rotapfel Verlag, Erlenbach, Zürich, 1925
- Wegweiser zur Gesundheit; Die Kraft des Ayurveda. Rotapfel-Verlag, Zürich 1925, Nachdruck Eugen Diederichs Verlag, München 1988 (1. Aufl.), 1992 (2. Aufl.), ISBN 3-424-00926-1.
- Fotoserie von Walter Bosshard in Münchner Illustrierte Presse, 1930[160]

### Biographien
Einflussreiche ältere Biographien stammen von Romain Rolland (engl. 1924, dt. 1925 Gandhi in Südafrika). Louis Fischer (engl. 1950, dt. Das Leben des M. G. 1953) und Bal Ram Nanda. In deutscher Sprache existieren neben zahlreichen kompakten Biographien, darunter die sehr erfolgreiche von Heimo Rau, auch einige umfangreichere neuere Publikationen, namentlich von Sigrid Grabner, Vanamali Gunturu, Matthias Eberling und Dietmar Rothermund.
- Richard Deats: Mahatma Gandhi. Ein Lebensbild. Verlag Neue Stadt, München/Zürich/Wien 2005, ISBN 3-87996-639-7. (Amerikan. Originalausg.: Mahatma Gandhi. Nonviolent Liberator. 2005)
- Louis Fischer: Gandhi. Prophet der Gewaltlosigkeit. Ins Deutsche übersetzt von Renate Zeschitz. 14. Auflage. Heyne, München 1998, ISBN 3-453-09538-3 (Originaltitel: Gandhi. His Life and Message for the World. 1954).
- Rajmohan Gandhi: The Good Boatman – A Portrait of Gandhi. ISBN 0-670-86822-1.
- Sigrid Grabner: Mahatma Gandhi. Politiker, Pilger und Prophet. Evangelische Verlagsanstalt, Leipzig 2002, ISBN 3-374-01940-4.
- Ramachandra Guha: Gandhi before India: How the Mahatma Was Made. Alfred A. Knopf, New York City 2014, ISBN 978-0-385-53229-7.
- Vanamali Gunturu: Mahatma Gandhi. Leben und Werk. Diederichs, München 1999, ISBN 3-424-01481-8.
- Joseph Lelyveld: Great Soul: Mahatma Gandhi and His Struggle With India.[162][163] Knopf, New York 2011, ISBN 978-0-307-26958-4.
- Giovanni Mattazzi: Mahatma Gandhi. Die große Seele Indiens. Parthas, Berlin 2004, ISBN 3-932529-99-5. Original: Mailand 2002.
- Bal Ram Nanda: Mahatma Gandhi. A Biography. Allen & Unwin, London 1958.
- Pandit Shri Shridhar Nehru: Mahatma Gandhi. Sein Leben und Werk. 1. Auflage. Bastei Lübbe, Bergisch Gladbach 1983, ISBN 3-404-61075-X.
- Robert Payne: The Life and Death of Mahatma Gandhi. The Bodley Head, London 1969, ISBN 0-370-01318-2.
- Heimo Rau: Gandhi. 29. Auflage. Rowohlt TB, Reinbek 2005, ISBN 3-499-50172-4.
- Romain Rolland: Mahatma Gandhi. Zürich 1924
- Dietmar Rothermund: Mahatma Gandhi. Eine politische Biographie. 2. Auflage. C. H. Beck, München 1997, ISBN 3-406-42018-4.
- Dietmar Rothermund: Gandhi. Der gewaltlose Revolutionär. C. H. Beck, München 2011, ISBN 978-3-406-62460-5.

### Zu Werk und Wirkung
- Christian Bartolf (Hrsg.): Der Atem meines Lebens: der Dialog von Mahatma Gandhi und Bart de Ligt über Krieg und Frieden. Gandhi-Informations-Zentrum, Berlin 2000, ISBN 3-930093-14-6.
- Andreas Becke: Gandhi zur Einführung. Junius, Hamburg 1999, ISBN 3-88506-310-7.
- Bidyut Chakrabarty: Social and Political Thought of Mahatma Gandhi. (=Studies in Social and Political Thought). Routledge, Chapman & Hall, London/New York 2005, ISBN 0-415-36096-X, ISBN 0-415-48209-7.[164]
- Dieter Conrad: Gandhi und der Begriff des Politischen. Staat, Religion und Gewalt.[165] Hg. Barbara Conrad-Lütt, Einführung Jan Assmann, Wilhelm Fink, München 2006, ISBN 3-7705-4312-2.
- Matthias Eberling: Mahatma Gandhi – Leben, Werk, Wirkung. Suhrkamp, Frankfurt 2006, ISBN 3-518-18219-6.
- Erik H. Erikson: Gandhis Wahrheit: Über die Ursprünge der militanten Gewaltlosigkeit. Frankfurt 1971; wieder Suhrkamp TB Wissenschaft stw, 1988, ISBN 3-518-27865-7, Original: Gandhi's Truth. 1969.
- Jürgen Lütt: Mahatma Gandhis Kritik an der modernen Zivilisation. In: Saeculum, Jahrbuch für Universalgeschichte. Band 37, 1986.
- Bernhard Mann: Die pädagogisch-politischen Konzeptionen Mahatma Gandhis und Paulo Freires. Eine vergleichende Studie zur entwicklungsstrategischen politischen Bildung in der Dritten Welt. In: Bernhard Claußen (Hrsg.): Studien zur Politikdidaktik (StzPD). 9. Haag + Herchen, Frankfurt 1979, ISBN 3-88129-237-3.
- Bernhard Mann: The Pedagogical and Political Concepts of Mahatma Gandhi and Paulo Freire. In: Bernhard Claußen (Hrsg.): International Studies in Political Socialization and Political Education (ISPSPE). Krämer, Hamburg 1995, ISBN 3-926952-97-0.
- Lou Marin, Horst Blume: Gandhi. „Ich selbst bin Anarchist, aber von einer anderen Art“. Graswurzelrevolution, Heidelberg 2019, ISBN 978-3-939045-38-0.
- Wilhelm Emil Mühlmann: Mahatma Gandhi. Der Mann, sein Werk, seine Wirkung. Eine Untersuchung zur Religionssoziologie und politischen Ethik. Mohr, Tübingen 1950.
- Ashis Nandy: Der Intimfeind – Verlust und Wiederaneignung der Persönlichkeit im Kolonialismus. Zur Rezeption von Mohandas Karamchand Gandhis libertärem Anti-Kolonialismus. Graswurzelrevolution, Nettersheim 2008, ISBN 978-3-939045-06-9.
- Dietmar Rothermund: Gandhi und Nehru. Zwei Gesichter Indiens. Kohlhammer (Urban TB), Stuttgart 2010, ISBN 978-3-17-021342-5.
- Salman Rushdie: Gandhi heute (Februar 1998). In: ders.: Überschreiten Sie diese Grenze! Schriften 1992–2002. Rowohlt, Reinbek 2004, ISBN 3-498-05773-1 (zuerst deutsch in: Die Zeit. Nr. 19, 29. April 1998, S. 37 f.).